# بوشیدو

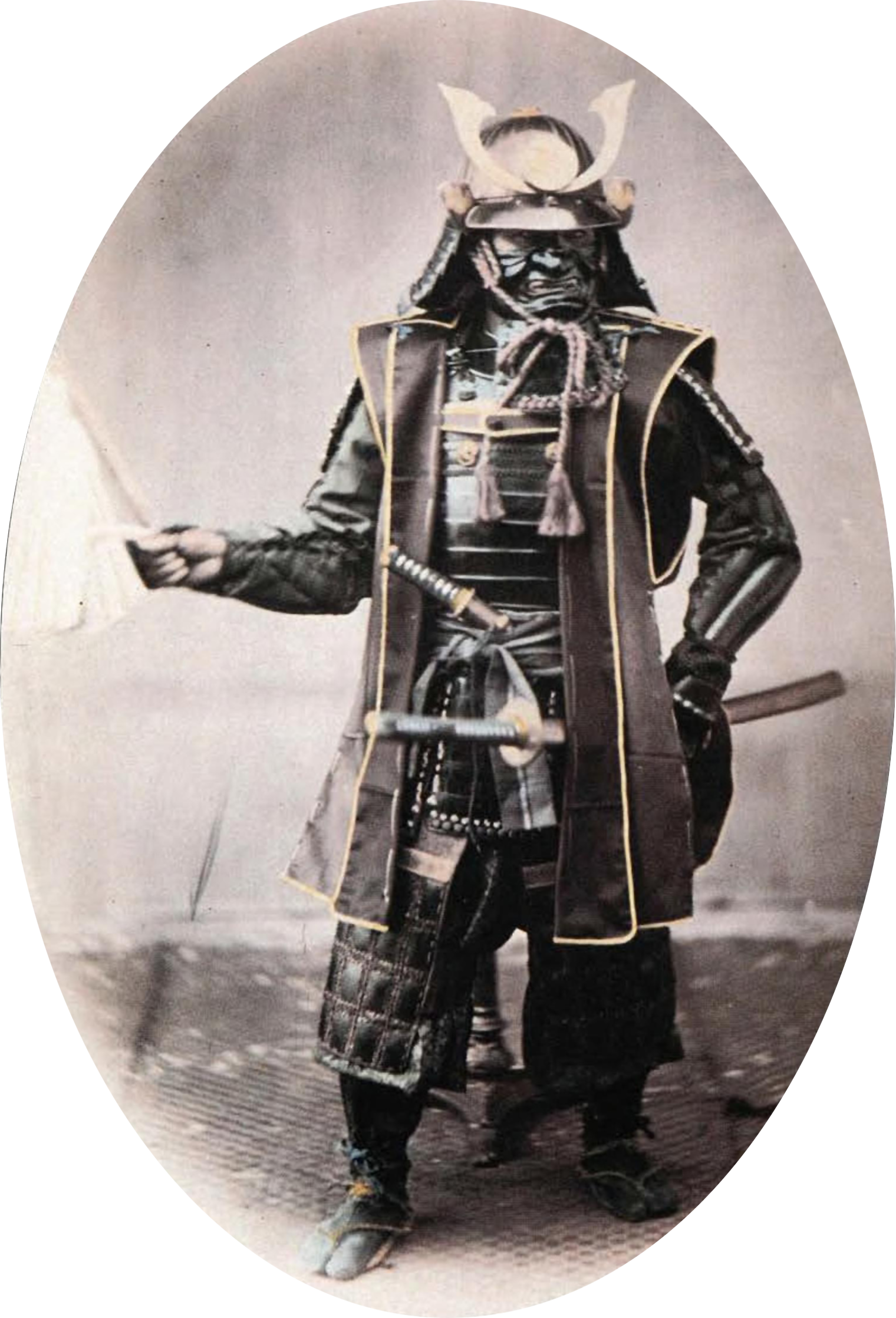
سامورایی ژاپنی با زره‌پوش در دهه ۱۸۶۰. عکس توسط فلیچ بیتو

بوشیدو (ژاپنی: 武士道، روماجی: Bushidō؛ به معنای «راه جنگجو») یا راه و رسم سامورایی به منشور اخلاقی و ارزش‌های طبقهٔ سامورایی در دوران پیشانوین ژاپن اشاره دارد. نام بوشیدو تا سدهٔ شانزدهم استفاده نمی‌شد، اما شکل‌هایی از این آئین از دوره کاماکورا (۱۱۹۲–۱۳۳۳) وجود داشت. اصطلاح کتبی بوشیدو نخستین بار در کتاب کویو گونکان، تقریباً در حدود سال ۱۶۱۶ میلادی، ظاهر می‌شود. ارکان تغییرناپذیر آن روحیهٔ رزمی، از جمله تسلط بر مهارت‌های ورزشی و نظامی و همچنین نترسیدن از دشمن در جنگ است؛ اما از لحاظ تاریخی برخی از ارکان بوشیدو تحت تأثیر تفکرات بودایی ذن و کنفوسیوس‌گرایی شکل گرفته‌است. زندگی صرفه‌جویانه، مهربانی، صداقت و شرافت شخصی و همچنین تقوای فرزندی نیز بسیار مورد توجه بوده‌است. با این حال، عالی‌ترین وظیفهٔ سامورایی در قبال ارباب فئودالی خویش بود، حتی اگر این امر موجب رنج والدینش می‌شد. میزان جایگزینی وظیفه بر همهٔ موارد دیگر و عمق وفاداری به ارباب شاید به بهترین وجه در داستان انتقام چهل و هفت رونین در اوایل سدهٔ ۱۸ نمایان باشد.
در دوره ادو (۱۶۰۳–۱۸۶۷) تفکر بوشیدو تحت تأثیر اخلاق کنفوسیوسی قرار گرفت و تبدیل به یک سیستم همه‌جانبه شد که بر تعهد یا وظیفه تأکید داشت. سامورایی با «انسان کامل» از نظر کنفوسیوس برابر شد و به او آموختند که کارکرد اساسی سامورایی الگوی فضیلت شدن برای طبقات فرودست است. وظیفه در درجه اول ارزش‌ها قرار گرفت، حتی اگر منجر به نقض دیگر قوانین بوشیدو می‌شد.
احکام بوشیدو در اواسط سدهٔ نوزدهم اساس آموزش اخلاقی برای کل جامعه قرار گرفت، و به عنوان کانون وفاداری امپراتور ژاپن جایگزین ارباب فئودال یا دایمیو شد. بوشیدو پس از اصلاحات میجی و با ظهور ملی‌گرایی ژاپنی، به تقویت روحیهٔ غیرنظامیان در طول جنگ چین و ژاپن (۴۵–۱۹۳۷) و جنگ جهانی دوم کمک کرد. دستورالعمل‌های بوشیدو با شکست ژاپن در سال ۱۹۴۵ رسماً کنار گذاشته شد. با این حال، شکل‌های معاصر بوشیدو هنوز در سازمان اجتماعی و اقتصادی ژاپن مورد استفاده قرار می‌گیرد. بسیاری از ارزش‌هایی که در تعالیمِ بوشیدو معرفی می‌شود ــ همچون مهار نفس، خویشتن‌داری، ادب، احترام به بزرگی انسان و وفاداری به بالادست ــ هنوز هم مبنای رفتار پسندیده در نظرِ ژاپنی‌هاست. بوشیدو در ورزش بسیار تأثیر گذار است و عناصر بوشیدو در ورزش‌های رزمی ژاپن باقی مانده‌است.

## تعریف و نام‌گذاری

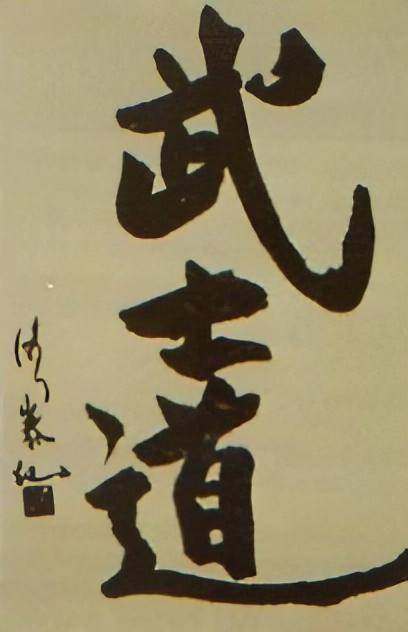
طرز نوشتن بوشیدو به کانجی

بوشیدو (武士道 Bushidō) واژه‌ای ژاپنی است که در لغت به معنای «راه جنگجو» است. بوشیدو نخستین بار در یک کتاب تاریخی در مورد رخدادهای نظامی در خاندان تاکدا، به نام کویو گونکان، در سال ۱۶۱۶ ثبت شده‌است. این اصطلاح ترکیبی از «بوشی» (武士 Bushi، به معنای جنگجو) که یک واژهٔ مشتق از زبان چینی است که برای نخستین بار در سال ۷۱۲ در ژاپنی ثبت شده و «دو» (dō 道، به معنای راه، روش) که آن نیز مشتق شده از زبان چینی است. بوشی اغلب مترادف با سامورایی استفاده می‌شود.
بوشیدو به منشور اخلاقی و معیارها و ارزش‌های طبقهٔ سامورایی اشاره دارد. بر اساس تعلیمات یاماموتو تسونه‌تومو (۱۶۵۹–۱۷۱۹) در کتاب هاگاکوره، واژهٔ بوشیدو به معنی «طریقت سامورایی» است.
مفهوم بوشیدو اغلب با هنجارهای اخلاقی توصیف شده در کتاب بوشیدو: روح ژاپن (۱۹۰۰) نوشتهٔ نیتوبه اینازو همراه شده‌است. نیتوبه اینازو در این کتاب در توضیح بوشیدو نوشته‌است:
بوشیدو قانون اصول اخلاقی است که سامورایی‌ها ملزم به رعایت آن می‌شدند یا از آن دستورالعمل می‌گرفتند. بیشتر اوقات بوشیدو دستورالعملی است بی‌نظیر و نانوشته که در طی دهه‌ها و سده‌ها رشد پیدا کرده‌است. کسانی که خواستار بدل شدن به یک سامورایی بودند، باید بر این دستورالعمل تسلط پیدا می‌کردند.

## تأثیرپذیری

تأثیرپذیری بوشیدو

اصول بوشیدو در طی تاریخ به صورت مکتوب نبوده و سینه به سینه و نسل به نسل منتقل شده‌است. بوشیدو به جای یک سیستم اعتقادی مذهبی، یک سیستم اخلاقی بود. در حقیقت، بسیاری از سامورایی‌ها معتقد بودند که طبق قوانین بودیسم، در زندگی پس از مرگ یا زندگی بعدی خود از هر گونه پاداش محروم هستند، زیرا آن‌ها در این زندگی برای جنگ و کشتار آموزش دیده‌اند. با این وجود، عقیده داشتند شرافت و وفاداری‌شان، باید آن‌ها را پس از مرگ در برابر نسخهٔ بودایی جهنم حفظ کند.
بوشیدو تلفیقی از اصول و مبانی سه دین شینتویسم، بودیسم/ذن و کنفوسیانیسم است.

### کنفوسیانیسم
اخلاق عملی کنفوسیانیسم در سال ۴۰۵ میلادی توسط یکی از استادان کره‌ای به ژاپن آورده شد. طبق این آئین، پیدا کردن جایگاه اجتماعی مناسب منجر به این می‌شود که انسان خود را مفید احساس کند. در کنفوسیوس‌گرایی به سلسله مراتب اهمیت داده می‌شود و در آن عده‌ای در طبقه‌بندی بالاتر و عده‌ای در مراتب پایین‌تر جای دارند. این وظیفه طبقهٔ بالایی است که به طبقات پایین‌تر آموزش دهد، موجب رشد شود و نقش محافظ برای طبقات پایین‌تر را داشته باشد. طبقات پایین‌تر هم وظیفه دارند که احترام گذاشته و آموزش خود را بپذیرند. در حالت آرمانی، کنفوسیوس‌گرایی جامعه را به طرف نظم اجتماعی و اخلاقی می‌برد. مکتب نئو کنفوسیانیسم، که مورد حمایت شوگون‌سالاری در دوره ادو بود، نیز در واقع از سنت دینی و فکری کنفوسیوسی مبتنی بر سلسله مراتب اجتماعی حمایت می‌کرد.
درک سیاسی، تقوای فرزندی و مطیع بودن (در برابر فرادستان، والدین، شوهر، برادر بزرگ‌تر و رفیقان همدل) از کنفوسیانیسم تأثیر گرفته‌است.

### شینتو
شینتو به معنای تحت‌اللفظی «راه کامی» یا «راه خدایان» به عنوان دین بومی و ملی ژاپن شناخته می‌شود اما در واقع در وجه عام خود، بیش از یک اعتقاد دینی است. شینتو آمیخته‌ای از روحیات و نگرش‌ها، ایده‌ها و روش‌های انجام امور است که در خلال بیش از دو هزار سال به صورت بخش اصلی راه و طریقهٔ مردم ژاپن درآمده‌اند. شینتوی نخستین عمدتاً یک دین بومی و زنده‌انگارانه مبتنی بر طبیعت پرستی بود. در دوره ادو، فیلسوفان ژاپنی، همانند یامازاکی آنسای (۱۶۱۹ – ۱۶۸۲) و یاماگا سوکو (۱۶۲۲ – ۱۶۸۵)، که طرفدار مطالعهٔ مشترک کنفوسیانیسم و شینتو به مثابهٔ راه فضیلت بودند، سنت جدیدی را پایه‌گذاری کردند.
به طورکلی می‌توان گفت بوشیدو وفاداری به ارباب/رئیس، که طی زمان تبدیل به وفاداری به امپراتور ژاپن شد، پرستش نیاکان، طبیعت‌پرستی و عشق به میهن را از شینتو وام گرفته‌است.

### بودیسم/ذن
دین بودایی به‌طور رسمی در سال ۵۵۲ میلادی به ژاپن وارد شد و طی اعصار و قرون بعدی با شینتو تلفیق شد. در دورهٔ کاماکورا (۱۱۸۵ تا ۱۳۳۳) فرقهٔ بودایی ذن در ژاپن گسترش پیدا کرد. ذن از پیروان خود می‌خواست که به کلی «من» یا «نفس» خویش را از هرگونه پدیدهٔ گذرای جهان مادی و توجه و علاقه به دستاوردهای نفسانی شخصی پاک کنند. انضباط معنوی و سخت ذن پیروان بسیاری را در بین طبقهٔ سامورایی پیدا کرد. این افراد می‌دیدند که ذن در جنگ به آن‌ها شهامت و در ادارهٔ امور نیز به آنان اتکای به نفس می‌بخشد. ذن تا سدهٔ چهاردهم به صورت پرنفوذترین دین در ژاپن درآمد و از آنجا که طبقهٔ جنگجو از آن حمایت می‌کرد، در شوگون‌سالاری آشیکاگا (۱۳۳۶–۱۵۷۳) به صورت دین حکومتی درآمد. در اواخر قرن سیزدهم، سامورایی‌ها شروع به تمرین مدیتیشن با راهنمایی استادان ذن کردند. تمرکز شدید مدیتیشن به سبک ذن می‌توانست در تقویت مهارت‌های رزمی و کاهش ترس از مرگ در میدان نبرد کمک کننده باشد. بوشیدو خویشتن‌داری، احساس نزدیکی به مرگ، کوچک شمردن زندگی، آرامش در برابر سرنوشت، سازش در برابر آنچه ناممکن پنداشته می‌شود، خونسردی در برابر حوادث و خطر را از بودیسم وام گرفته‌است.

## فضیلت‌ها

فضیلت‌های بوشیدو

در منابع از فضایل نام برده شده در بوشیدو به عنوان «هفت فضیلت سامورایی» یا «هشت فضیلت سامورایی» یاد می‌شود.
نیتوبه اینازو در کتاب بوشیدو: روح ژاپن در دورهٔ میجی (چاپ ۱۹۰۰ میلادی) دستورالعمل‌های بوشیدو را ذیل هفت فضیلت مشخص می‌کند:
درستی اخلاقی (義، گی)
یکی از پنج فضیلت در کنفسیوس‌گرایی نیز هست. تعریف گی از نظر کنفوسیوس، راه صحیحی است که باید به عنوان یک شخص دنبال کرد. از نظر یک سامورایی گی ارزشمندترین فضیلت است.
شجاعت (勇، یو)
بر اساس گفتار معروف کنفوسیوس، «تشخیص این که چه کاری درست است و عمل نکردن به آن، فقدان شهامت است.» بر همین اساس در بوشیدو شجاعت عبارت است از داشتن جرئت برای انجام آنچه درست پنداشته می‌شود.
خیرخواهی (仁، جین)
جین به معنای بخشش، محبت، ترحم، نیک‌ورزی، یکی از سه صفت نیکو در کنفسیوس‌گرایی است. به عقیدهٔ نیتوبه اینازو، یک سامورایی تنها یک جنگجوی وابسته به قدرت نظامی خود نیست. یک سامورایی همچنین باید دارای فضیلت بخشش، عشق و رحمت و علاقه به دیگران باشد.
ادب (礼، ری)
منظور از ری در بوشیدو، ابراز احترام به دیگران است. معنایی که در «ری» گنجانده شده‌است، تنها به آداب و معاشرت محدود نمی‌شود؛ بلکه ملاحظهٔ دیگران از ته قلب توصیف شده‌است. نیتوبه اینازو توضیح می‌دهد که «گریه با کسانی که گریه می‌کنند و شادی با کسانی که شاد هستند، شرط مورد نیاز «ری» است.» به بیانی دیگر «ری» قدرت همدلی با دیگران دانسته می‌شود. اینازو همچنین نوشته‌است، ادبی که فقط از روی ترس از آزار و اذیت ابراز شود، فضیلت محسوب نمی‌شود.
روراستی (誠، ماکوتو)
اینازو نوشته‌است روراستی و اخلاص پایان و آغاز همه چیز است؛ بدون اخلاص هیچ چیز وجود نخواهد داشت. بدون اخلاص ادب تنها یک لودگی و نمایش است.
شرف/افتخار/آبرومندی (名誉، می‌یُو)
بر اساس بوشیدو، اگر یک سامورایی نمی‌توانست آبروی خود را حفظ کند، فقط می‌توانست با اجرای سپّوکو آن را بازیابد.
وفاداری (忠義، چوگی)
اینازو در کتاب خود نوشته‌است، ادای احترام و وفاداری به رئیس/ برتر، ویژگی بارز بوشیدو است زیرا به غیر از وفاداری دیگر فضائل بوشیدو با نظام اخلاقی سایر طبقات مردم مشترک است. بوشیدو به کسانی که وجدان خود را به خاطر اراده، جنون و توهمات ارباب خود قربانی می‌کنند، رتبه پایینی می‌دهد. خواست بوشیدو این نیست که وجدان ما بردهٔ ارباب ما باشد.
در کنفوسیوس‌گرایی سنتی چین بین وفاداری رعیت نسبت به فرمانروا و وفاداری فرزند نسبت به والدین تفکیک وجود داشت در حالی که در ژاپن وفاداری نسبت به والدین تحت‌الشعاع وفاداری به امپراتوری قرار دارد زیرا بر طبق اعتقاد شینتو امپراتور نه تنها رئیس کشور و فرمانروای سرزمین، بلکه رئیس خانواده بزرگ ژاپن نیز هست. بر همین اساس از نگاه ژاپنی وفاداری به امپراتور، بالاترین نمونهٔ تقوای فرزندی است. همچنین در چین تقوای فرزندی مفهوم پرستش نیاکان را در بر دارد اما در ژاپن تقوای فرزندی به معنای قدردانی و ادای دین نسبت به والدینی است که فرزند را بزرگ کرده‌اند. مثلی در ژاپن رایج بود که «پدر و مادر تو همچون آسمان و زمین هستند؛ اما آموزگار و سرور تو همانند خورشید و ماه» این مثل، اصل اساسی زندگی یک سامورایی یعنی کمال وفاداری نسبت به ارباب را آشکار می‌کرد. دایمیوها (اربابان فئودالی) سده‌های بسیاری سرور سامورایی‌ها بودند.

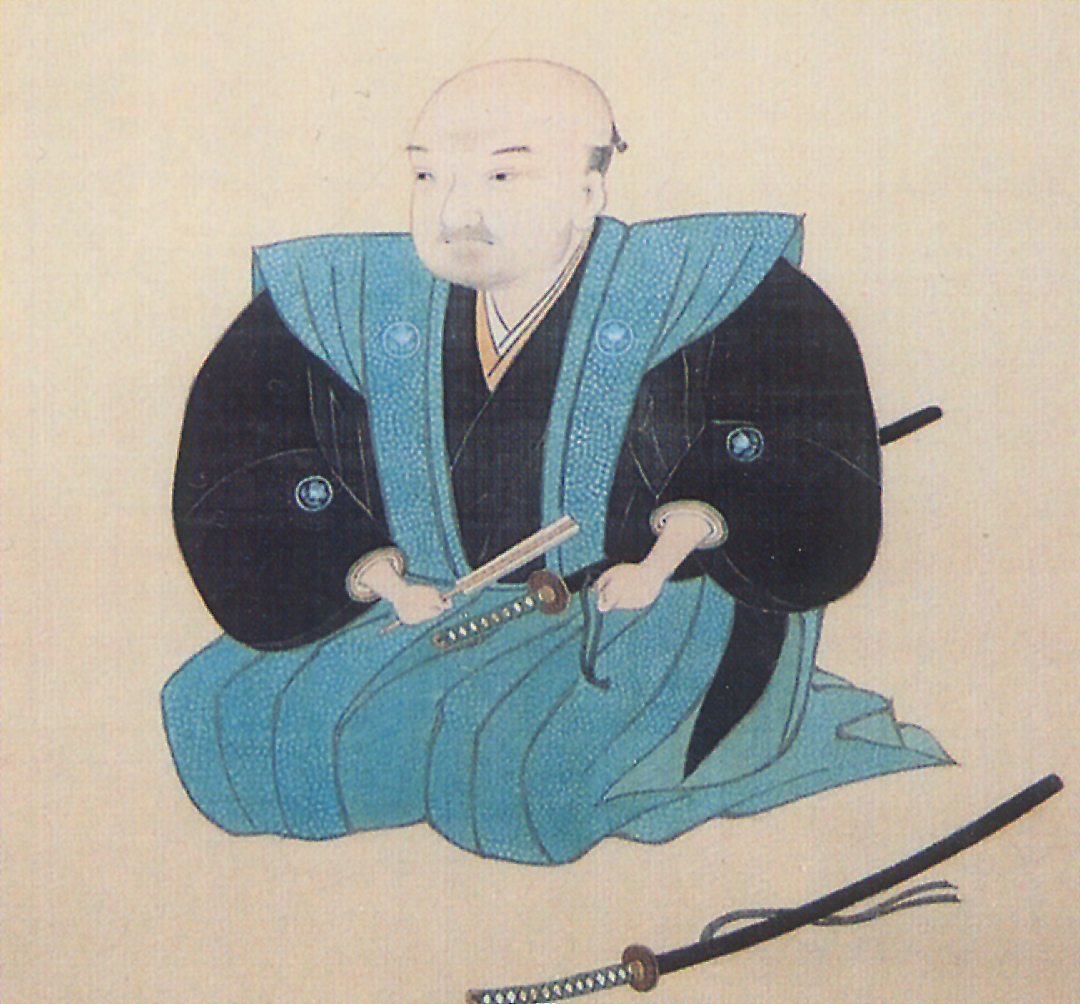
یاماگا سوکو، تلاش کرد نوعی «بوشیدو» با تأکید ویژه بر کنفوسیوس‌گرایی خالص مدون کند.

در دورهٔ میجی، برای نوسازی کشور نیتوبه اینازو این تفکر که «برای مردم یک فضیلت است که با وفاداری برای کشور کار کنند» را در قالب احکام بوشیدو تعمیم داد. حتی امروزه نیز اغلب از بوشیدو به عنوان پایهٔ وفاداری به شرکت‌ها و سازمان‌های ژاپنی استفاده می‌شود.
یک فضیلت مرتبط:
کنترل نفس (自制، جی‌سه‌ی)
در فصل یازدهم از کتاب بوشیدو، روح ژاپن آمده‌است که در بوشیدو برای اینکه صدای شکوه و شکایت از سامورایی بلند نشود، آموزش شجاعتی سخت و محکم انجام می‌شد که از طرف دیگر درس ادب نیز بود. نمایان کردن ناراحتی و رنج در ظاهر جایز نبود و از سامورایی خواسته می‌شد که لذت و آرامش دیگران را با این کار برهم نزند. یک سامورایی برای پیروزی بر دیگران و تسلط بر خویشتن، نباید احساساتش را بر چهره نمایان می‌کرد.

## مفاهیم
بوشی

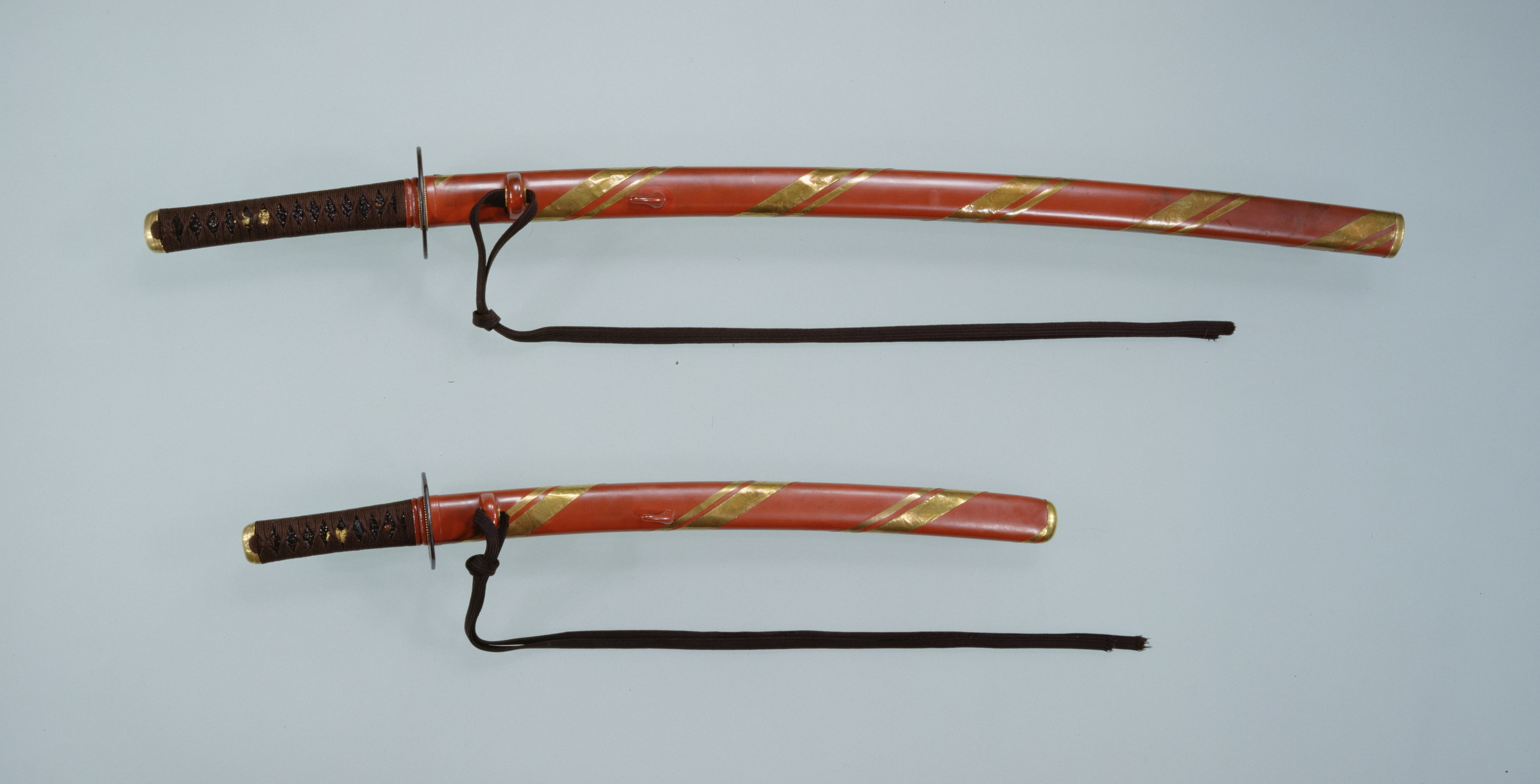
شمشیر به سبک دایشو، در سدهٔ شانزدهم، دوره آزوچی–مومویاما، متعلق به تویوتومی هیده‌یوشی در موزه ملی توکیو

ریشهٔ واژه «بوشی» به معنای «شخصی است که با سلاح می‌جنگد»، بوشی‌ها در ابتدا کسانی بودند که برای حفاظت از حریم خود در مناطق روستایی سلاح بر دست گرفتند تا بتوانند از خود در برابر هجوم مهاجمان دفاع کنند. در اثر درگیری‌های مکرر مهارت و قدرت «بوشی‌ها» به تدریج بیشتر شد و اشرافی که در شهرها زندگی می‌کردند این افراد مسلح را برای محافظت خود به کار گرفتند.
سامورایی
ریشهٔ واژه «سامورایی»، «سابورائو» به معنی «خدمت کردن به شخص» است، به کسی که سابورائو یا خدمت را انجام می‌داد «سابورای» گفته می‌شد که این واژه بعدها تبدیل به واژه «سامورای» شده‌است. در دوره هی‌آن سامورای به معنای یک بوشی بود که از نزدیک به افراد بلندپایه مانند اشراف عالی‌رتبه خدمت و از آنان محافظت می‌کرد.
تفاوت مابین بوشی و سامورایی
در طول تاریخ هر چند در بار معنایی بوشی و سامورای تفاوت‌هایی دیده می‌شود اما در حال حاضر این دو هم‌معنی یکدیگر در نظر گرفته می‌شوند.
طبقه سامورایی

طبقات اجتماعی جامعه ادو در ژاپن تحت شوگون‌سالاری توکوگاوا در دوره ادو

در دوره ادو بخشِ غیرِ اشرافی جامعه ژاپن از چهار طبقه سامورایی‌ها، دهقانان، پیشه‌وران و بازرگانان تشکیل می‌شد. سامورایی‌ها که بالاتر از سه طبقهٔ دیگر بودند، همراه خانواده‌هایشان حدود ۷ تا ۹ درصد جمعیت کشور را تشکیل می‌دادند و از امتیازات اجتماعی و مقرری موروثی بهره‌مند بودند. در دوره ادو فقط آنان حق بستن شمشیر داشتند و مقرری خود را بیشتر به‌صورت جنس یعنی برنج دریافت می‌کردند. بر اثر توفیق نظام شوگون‌سالاری در استقرار نظم و قانون و حفظ آن پس از سال‌ها جنگ داخلی، در کشور اثری از جنگ و نبرد نبود و سامورایی‌ها به کارهای دیگر مانند شغل دیوانی یا معلمی مشغول بودند. 
در اواخر دوره ادو چند هزار خانواده از تبار بالا و با درآمد هنگفت بودند که مشاغل مهم دولتی را در انحصار داشتند و برخی از این مشاغل در واقع موروثی بودند. ذیل آن، طبقه سامورایی‌ها قرار داشت که شامل چندصدهزار خانوادهٔ محروم از مشاغل سطح بالا و دارای درآمد اندک بود. سامورایی‌ها از بی‌عدالتی اجتماعی و ثروت بسیار بازرگانان در خشم بودند و در نهایت افرادی از درون همین طبقه موجبات فروپاشی نظام فئودالی در ژاپن را فراهم کردند. در دوره ادو رفتار سامورایی به عنوان الگوی رفتاری برای سایر طبقات اجتماعی عمل می‌کرد.
دایشو
به معنای بزرگ-کوچک یک اصطلاح سنتی برای یک جفت از شمشیرهای بلند (کاتانا) و کوتاه (واکیزاشی) است، که مورد استفاده ساموراییها قرار می‌گرفت.
سپّوکو

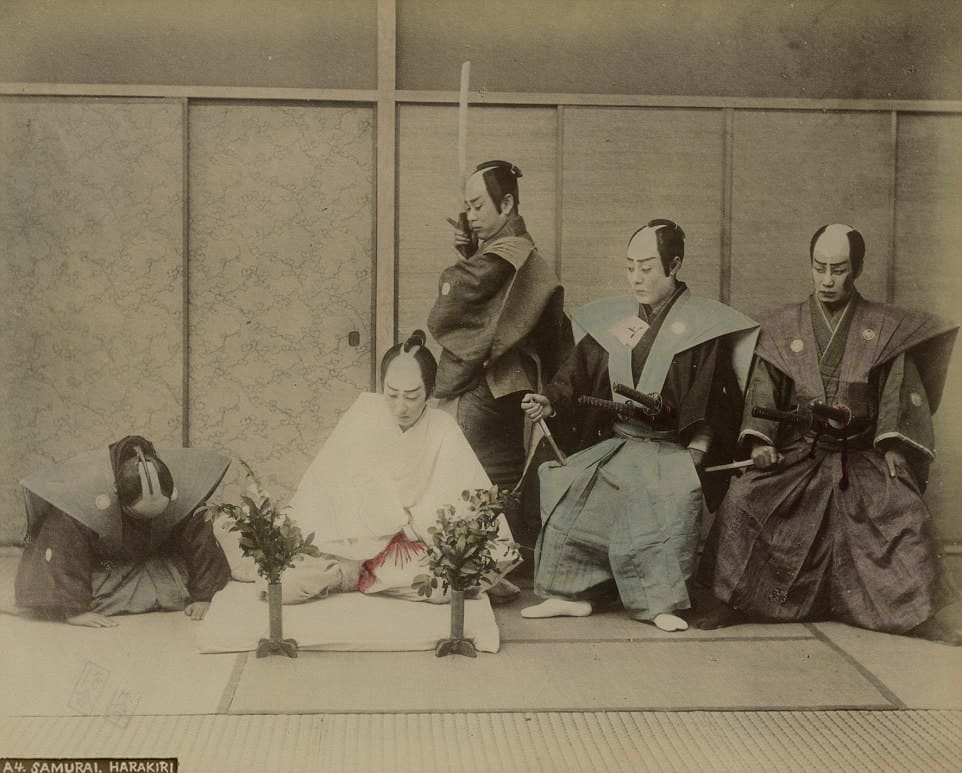
یک عکس از اواخر دورهٔ ادو از صحنه اجرای مراسم هاراکیری. کایشاکونین در پشت ایستاده‌است و شمشیرش را بالا آورده و آماده است تا سر را از ستون فقرات کسی که سپّوکو را اجرا می‌کند، جدا کند.

یاماموتو تسونه‌تومو، هاگاکوره را با این جملات آغاز می‌کند:
طریقت سامورایی، استوار بر مرگ است. آن‌گاه که باید بین مرگ و زندگی یکی را انتخاب کنی، بی‌درنگ مرگ را برگزین… همهٔ ما زندگی را دوست می‌داریم و تا حد زیادی منطق خود را برمبنای آنچه دوست می‌داریم بنا می‌کنیم. اما دست نیازیدن به اهداف خود و ادامه دادن به زندگی، بزدلی است.
وی در این اثر سپّوکو به معنی «دریدن شکم» را یکی از شکل‌های آیینی خودکشی شرافتمندانه می‌داند که منحصراً سامورایی‌ها آن را به منظور حفظ شرافت خویش صورت می‌دادند. انگیزه سامورایی‌ها از این مرگ خود خواسته، حفظ یا بازگرداندن شرافت و حیثیتشان بود؛ بنابراین به عقیده تسونه‌تومو، سپّوکو، مرگ مقدسی دانسته می‌شود که باعث آزادگیِ خاطر سامورایی می‌شود و او را از هر ننگ و خطایی مبری می‌گرداند.
جونشی
جونشی به معنای «خودکشی در راه وفاداری»، به خودکشی ملازمان سامورایی پس از کشته شدن ارباب در اثر جنگ یا قتل گفته می‌شود.
آدائوچی
آدائوچی به معنی انتقام از کسی است که ارباب یا خویشاوند برتر خویش، مانند پدر، مادر، دایی، عمه یا خواهر و برادر بزرگتر، را کشته‌است. آدائوچی به عنوان عرفی از زمان ظهور طبقه سامورایی‌ها در قرون وسطی ناشی از اهمیت اصل و نسب و خویشاوندی بود و به‌طور گسترده‌ای مورد توجه قرار گرفت و به مرور توسط شوگون‌سالاری توکوگاوا تکمیل شد. در دورهٔ ادو، عاملان پرونده‌های قتل، اصولاً توسط مقام‌های دولتی مجازات می‌شدند؛ اما اگر آن فرد ناپدید می‌شد و مقامات عمومی نمی‌توانستند او را مجازات کنند، واگذاری مجازات به بستگانِ سامورایی مقتول به شکل آدائوچی مجاز بود.

## نماد

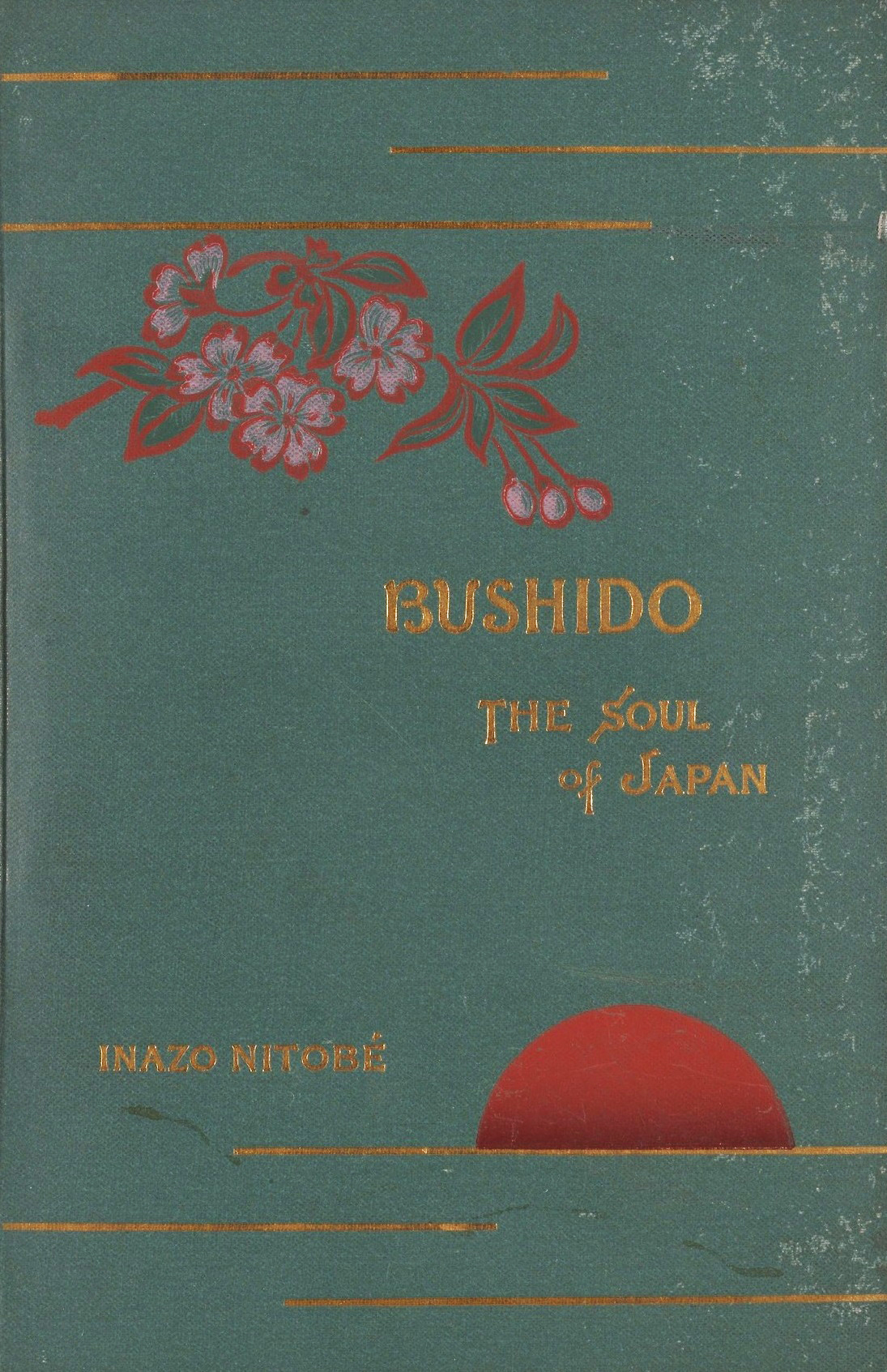
روی جلد کتاب بوشیدو، روح ژاپن نوشته نیتوبه اینازو، ساکورا به عنوان نماد بوشیدو بر روی جلد کتاب نقش بسته‌است.

ساکورا برای سامورایی‌ها و بوشیدو معنای نمادین خاصی دارد. نیتوبه اینازو، در سرآغاز کتاب بوشیدو: روح ژاپن خود این گونه آورده‌است:
ساکورا در سال‌های بسیاری، محبوب مردم و نشانه خصوصیت (ملی) ما بوده‌است. طبیعت یاماتو (به معنی روح ژاپن) گیاهی رام و ظریف نیست، بلکه از نظر طبیعی گیاهی وحشی و بومی خاک است. ما نمی‌توانیم در ستایش اروپاییان از گل سرخ شریک باشیم زیرا آن گل خالی از سادگی ساکوراست و همچنین در زیر زیبایی هر گل سرخی خارهایی پنهان است؛ آن گل با چنان سرسختی به زندگی چسبیده که انگار به مرگ بی‌میل است، از آن ترس دارد و ترجیح می‌دهد بر شاخهٔ درخت بپوسد تا از آن بر زمین بیفتد. همه این ویژگی‌ها در کنار رنگ‌های وسوسه‌انگیز آن و رایحهٔ تندش با گل ما متفاوت است، که هیچ تیغ و سمی را در پس زیباییش نهفته ندارد و همیشه با فراخوان طبیعت آماده کوچیدن از زندگی است. رنگش هرگز جذاب نیست و بوی خوش ملایمش هرگز مشام را آزار نمی‌دهد. زیبایی رنگ و شکل، به صورت محدودی در ظاهر آن وجود دارد و این زیبایی کیفیت ثابت وجودی آن است. ساکورا برای ملت ژاپن گلی چند وجهی است.

## توسعهٔ تاریخی
ارزش‌هایی که به بوشیدو تبدیل شدند طی سده‌ها تا به امروز به‌طور قابل توجهی تکامل یافته‌اند. بوشیدو در طول تاریخ ژاپن دستخوش تغییرات زیادی شده‌است و خاندان‌های ژاپنی آن را به روش خاص خود تفسیر کرده‌اند.

### هی‌آن (۷۹۴–۱۱۸۵)
خاندان فوجی‌وارا قدرتمندترین خانواده در دورهٔ هِی‌آن بود. این خاندان در چند سده با ازدواج با اعضای خانوادهٔ امپراتور و با تصرف مقام‌های مهم سیاسی، صحنهٔ سیاسی کشور را اداره می‌کرد. حق حاکمیت در ظاهر متعلق به امپراتور بود، ولی این خاندان فوجی‌وارا بودند که در عمل اقتدار سیاسی کشور را در دست داشتند. آن‌ها برای تثبیت قدرت خود ناچار بودند که طبقات نظامی را تقویت کنند و این چنین بود که آرام‌آرام نظامی‌ها به دربار راه یافتند و طبقهٔ سامورایی ظهور کرد. به تدریج توان خاندان فوجی‌وارا رو به افول گذاشت و آشفتگی‌هایی در نظام سیاسی کشور پدیدار شد. بسیاری از زمین‌داران برای حفاظت از اموال خود شروع به استخدام سامورایی‌ها کردند و این گونه بود که طبقهٔ نظامی، به ویژه در شرق ژاپن، به نفوذ و اقتداری روزافزون دست یافت.

### شوگون‌سالاری کاماکورا (۱۳۳۳–۱۱۸۵)

نخستین شوگون، میناموتو نو یوریتومو (۱۱۴۷–۱۱۹۹)

نخستین دولت مرکزی ژاپن در حدود سال ۷۰۰ میلادی بنیان‌گذاری شد. ژاپن تحت حمایت امپراتور ژاپن با حمایت دیوان‌سالارانی از اشراف اداره می‌شد. آن‌ها به تدریج کنترل افراد مسلح خود، یعنی سامورایی‌ها را از دست دادند و در اواسط سدهٔ دوازدهم طبقه سامورایی کنترل کشور را به دست گرفتند. سامورایی‌ها (بوشی‌ها) تا اواسط سدهٔ نوزدهم با رهبری شوگون به عنوان فرمانروا، بر ژاپن حکومت می‌کردند. شوگون در اصل معاون نظامی امپراتور بود.
شکل ظاهری بوشیدو در زمان نخستین شوگون، میناموتو نو یوریتومو (۱۱۴۷–۱۱۹۹) در سدهٔ دوازدهم به وجود آمد. اصطلاح بوشیدو تا دورهٔ ادو در متن‌ها وجود ندارد، اما از آغاز نخستین حکومت سامورایی‌ها، شوگون‌سالاری کاماکورا، «راه جنگجو» بخشی جدایی‌ناپذیر از فرهنگ ژاپن بوده‌است. دانشمندان عموماً ژاپنِ پیش از دوران نوین، از زمان قرون وسطی به بعد را به عنوان «ملتی جنگجو» می‌دانند.
در زمان جنگ گنپی (۱۱۸۰–۱۱۸۵)، بوشیدو «راه و روش تیراندازی با اسب» (弓 馬 の 道، kyūba no michi) نامیده می‌شد. طبق گفته لوئیس فردریک، «راه و روش تیراندازی با اسب» در حدود سدهٔ دهم به عنوان مجموعه‌ای از قوانین و آداب و رسوم نانوشته‌ای که انتظار می‌رفت سامورایی‌ها از آن پیروی کنند، پدیدار شد. همچنین «آداب و رسوم کسانی که از تیر و کمان استفاده می‌کنند» نیز وجود داشت.

### شوگون‌سالاری آشیکاگا (۱۳۳۶–۱۶۰۳)
اوج دوران توجه به قشر سامورایی و نیاز به جنگاوری آن‌ها در دورهٔ شوگون‌سالاری آشیکاگا بود. سامورایی‌ها در زمان نیاز سرورانشان مشتاقانه به سوی میدان‌های نبرد می‌شتافتند. در همین دوران، هنگامی که جنگ‌های میان ولایت‌ها متوقف می‌شد و فاصله‌ای در میان نبردها پیش می‌آمد، بسیاری از سامورایی‌ها به روستاهای خود بازمی‌گشتند و در مزارع کوچکشان به کار کشاورزی می‌پرداختند تا جنگ بعدی آغاز شود.
سامورایی‌ها از دوران قرون وسطی (برابر با دورهٔ فئودالیسم در ژاپن، از سال ۱۱۸۵ تا ۱۶۰۰ میلادی) الگوی جامعه بودند. مطابق با کنفسیوس‌گرایی، یکی از وظایف آن‌ها رفتار کردن به عنوان الگویی برای جامعه بود. آن‌ها مهارت‌های رزمی خود را با فعالیت‌های صلح‌آمیز متعادل کردند. ضرب‌المثل ژاپنی گل ساکورا، مرد سامورایی (به معنی بهترین گل ساکورا و بهترین مرد سامورایی است) در قرون وسطایی رواج پیدا کرد. در طول دورهٔ موروماچی (۱۳۷۳–۱۵۷۳) راه جنگجو، همراه با وارد کردن آموزش رزمی، مراقبه ذن، نقاشی ژاپنی (سبک تک رنگ)، ایکبانا، مراسم چای ژاپنی، شعرهایی مانند شعر مرگ (نوشته شده توسط سامورایی‌ها قبل از مأموریت‌های خودکشی یا جنگ) و ادبیات ژاپن در فعالیت‌های روزمره همراه شد.
در سال ۱۵۵۱ میلادی فرانسیسکو خاویر، مبلغ مذهبی کلیسای کاتولیک، به عنوان یکی از نخستین غربی‌ها از ژاپن دیدار کرد. شرح فرانسیسکو خاویر نشان می‌دهد که شرف، جنگ‌افزار و جنگ از اهمیت بسیار زیادی در فرهنگ ژاپن برخوردار بوده‌است.
ژاپنی‌ها در افتخار و برتری بسیار بلند پرواز هستند و خود را از نظر شکوه نظامی برتر از تمامی ملت‌ها می‌دانند. آن‌ها به هر آنچه مربوط به جنگ، ارزش بسیاری قائل هستند و هیچ چیز به اندازه سلاح‌های تزئین شده با طلا و نقره برای آنان موجب افتخار نیست. آن‌ها هم در خانه و هم در بیرون از خانه شمشیر و خنجر می‌بندند و وقتی می‌خوابند آن‌ها را در کنار تخت آویزان می‌کنند. به‌طور خلاصه، آن‌ها برای اسلحه بیش از هر کسی که من دیده‌ام ارزش قائل هستند. آن‌ها کمانداران عالی هستند و معمولاً با پای پیاده می‌جنگند، اگرچه اسب در کشور کم نیست. آن‌ها نسبت به یکدیگر بسیار مؤدب هستند، اما با خارجی‌هایی که آن‌ها را کاملاً تحقیر می‌کنند به اینگونه رفتار نمی‌کنند. آن‌ها دارایی خود را صرف اسلحه، تزئیناتی که به بدنشان می‌بندند و داشتن تعدادی ملازم می‌کنند و به پس‌انداز پول کمترین اهمیتی نمی‌دهند. آن‌ها، به‌طور خلاصه، مردمی بسیار جنگ‌طلب و درگیر جنگ‌های مستمر میان خود هستند.

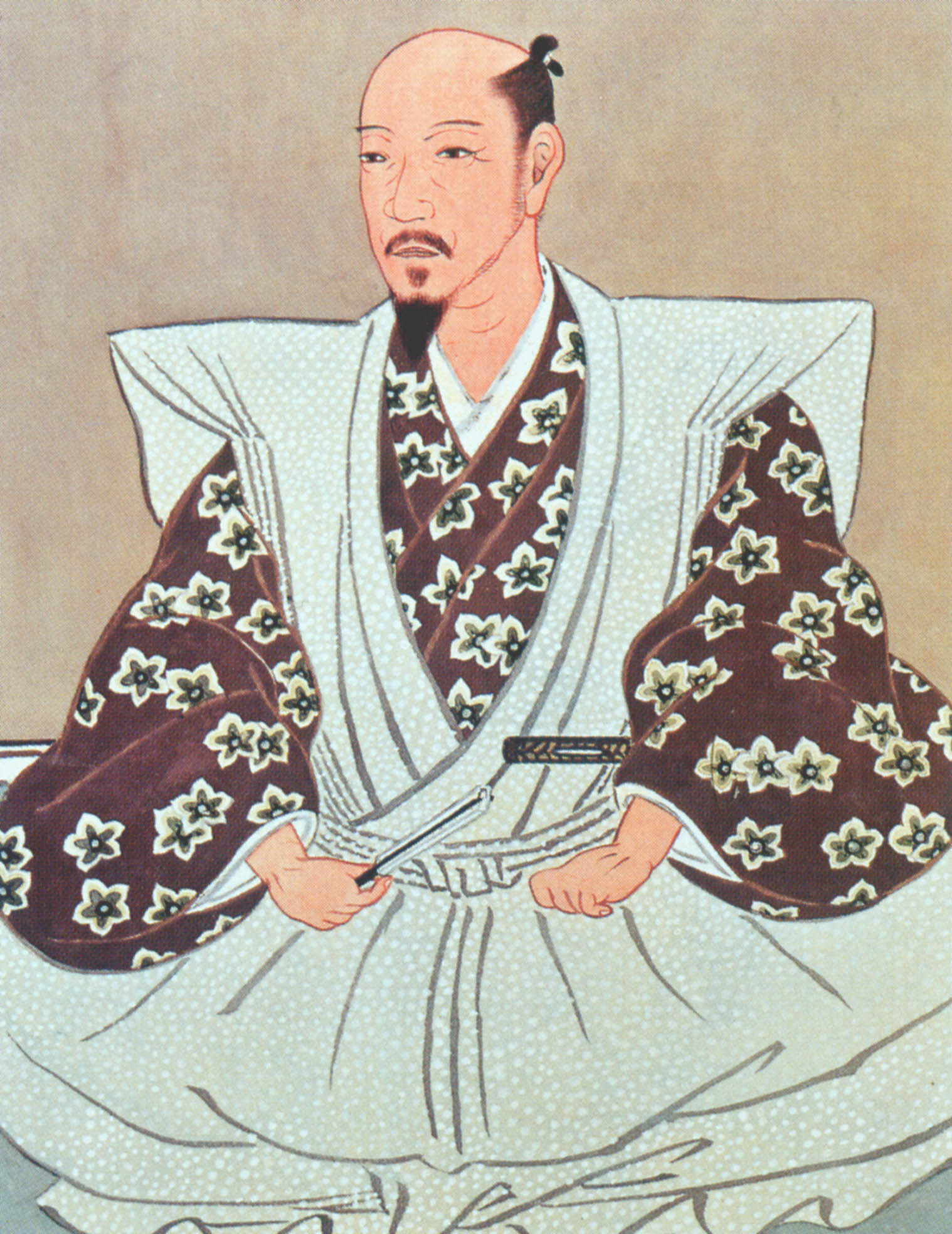
کاتو کیوماسا سامورایی و فرماندهٔ ارشد در هنگام تهاجم ژاپن به کره (۱۵۹۸–۱۵۹۲)

ژاپن در پایان جنگ‌های داخلی خود یا دورهٔ سنگوکو، به کره حمله کرد. حمله به کره در گفته‌های جنگ‌سالارانی مانند کاتو کیوماسا (۱۵۶۲–۱۶۱۱) و نابه‌شیما نائوشیگه (۱۵۳۷–۱۶۱۹) ثبت شد و در اواخر سدهٔ شانزدهم هنگامی که ژاپن وارد یک دورهٔ صلح نسبی شده بود، به نسل بعد منتقل گردید. کاتو در کتابچهٔ راهنما خطاب به همهٔ سامورایی‌ها، صرف نظر از درجه بیان می‌کند:
اگر مرد روزانه در مورد بوشیدو تحقیق نکند، مردن، با یک مرگ شجاعانه و مردانه برای او دشوار خواهد بود؛ بنابراین، ضروری است که بوشیدو، حرفهٔ جنگجو را به خوبی در ذهن خود قرار دهید.
در پایان دورهٔ سنگوکو و در زمان حکمرانی تویوتومی هیده‌یوشی، بهره‌وری کشاورزی افزایش یافت و مواد غذایی در میان کسانی که در تولید شرکت نداشتند، همانند آشیگاروها (سربازان پیاده‌نظام) نیز توزیع شد و آن‌ها به دلیل نیازهای امنیتی اجازه یافتند که به شغل دیگر خود که کشاورزی در روستا بود، بازنگردند؛ بنابراین، بر طبق اجرای سیاست جدایی کشاورز و سرباز، سامورایی‌هایی که در روستا زندگی می‌کردند، از شرکت مستقیم در امور کشاورزی جدا شده و در قلعهٔ اربابی جمع شدند تا به سربازان حرفه‌ای تمام وقتی تبدیل شوند. در راستای سیاست جدایی کشاورزان و سامورایی‌ها، قانون شکار شمشیر (زمان صدور ۱۵۸۸) توسط تویوتومی هیده‌یوشی، جهت پیش‌گیری از شورش کشاورزان و متمرکز کردن قدرت در دست دایمیو به وجود آمد و حق داشتن و حمل شمشیر از کشاورزان گرفته شد.

### شوگون‌سالاری توکوگاوا (۱۶۰۳–۱۸۶۸)

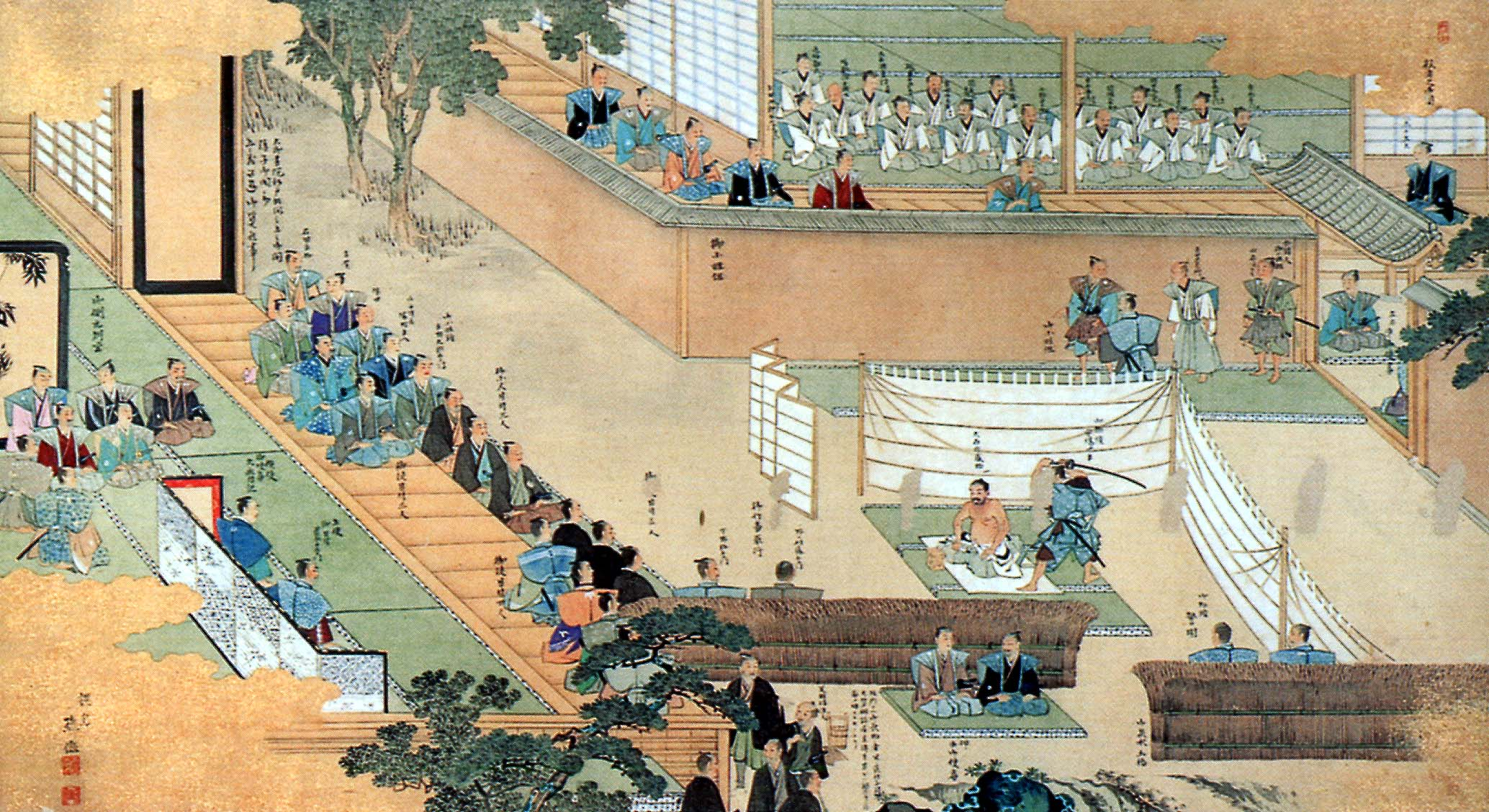
یک نقاشی از نحوهٔ انجام سپوکوی اُوایشی یُوشیئو رهبر چهل و هفت رونین (۱۷۰۳ میلادی). انتقام چهل و هفت رونین تا به امروز نمونه‌ای از بوشیدو در نظر گرفته می‌شود.

ژاپن در زمان شوگون‌سالاری توکوگاوا یا دورهٔ ادو (۱۶۰۰ تا اواسط سدهٔ نوزدهم) از دو و نیم سده آرامش نسبی برخوردار بود. در این مدت ژاپن درگیری داخلی و بین‌المللی نداشت اما خاندان توکوگاوا نگران شورش کشاورزان با کمک سامورایی‌ها یا قیام سامورایی‌های کشاورز بود. تویوتومی هیده‌یوشی با اعمال قانون جمع کردن شمشیرها به جز شمشیر سامورایی‌ها، این طبقهٔ جنگاور را از روستایی کشاورز جدا کرده بود و شاید سامورایی‌ها را به نوعی مجبور کرد که یا جنگاور باشند یا کشاورز. این قانون گرچه خود در دورانی پر از جنگ و خونریزی برای ایجاد اتحاد در ژاپن صادر شده بود، اما در واقع با صدور آن، نخستین ضربه بر موقعیت اجتماعی سامورایی وارد آمده بود و آن‌ها که می‌خواستند جنگاور باقی بمانند، بدون زمین کشاورزی در وضعیت مالی بسیار بدی قرار می‌گرفتند. خاندان توکوگاوا نیز سیاست هیده‌یوشی را در پیش گرفتند و میان سامورایی و روستایی کشاورز، فاصله‌ای مشخص انداختند تا طبقه‌ای به نام سامورایی کشاورز وجود نداشته باشد. بدین ترتیب سامورایی‌ها، زمین و کشاورزی را از دست دادند. در این شرایط سامورایی‌های بلندپایه، مقامات دیوانی کسب کرده بودند و می‌توانستند خود را در آن اجتماع طبقاتی بالا ببرند و برخی از آن‌ها نیز مدارسی نظامی با هزینهٔ خویش تأسیس کرده بودند؛ اما سامورایی‌های دون‌پایه چنین امکانی برای پیشرفت نداشتند، در تنگدستی به سر می‌بردند و مستمری آن‌ها همچون گذشته، برنجی بود که قیمت آن نوسانات زیادی داشت. حکومت توکوگاوا همچنین هرگونه دستیابی به ثروت را از طریق جنگ و خونریزی ممنوع کرده بود و بنابراین سامورایی‌های جنگاور، نه زمین کشاورزی داشتند، نه فرصتی برای جنگ و به خدمت درآمدن سرورانشان و نه حقی برای مبازره و کسب ثروت از این طریق و بدین ترتیب وضعیت سامورایی‌های دون‌پایه روز به روز بدتر می‌شد و آن‌ها دچار سرخوردگی می‌گشتند.
در سدهٔ هفدهم اصول بوشیدو که بر پایهٔ نظام طبقاتی اجتماع بنیاد شده بود، مدون شد و به نظامی مستقل تبدیل گشت. با پایان دوران جنگ‌های داخلی (دوره سنگوکو) و فرا سیدن صلح پایدار، دیگر روح ستیزه‌جویی و جنگ و درگیری بی‌اندیشه به کار حکومت نمی‌آمد و جنگجویانی که با این روحیه بار آمده بودند، بیشتر مایهٔ دردسر بودند و موجب ناآرامی و آشوب می‌شدند. چنین بود که حکومت دائماً به اندیشه می‌افتاد که روحیهٔ جنگاوری سامورایی‌ها را با اخلاقیات جدید تعدیل کند. مفهوم بوشیدو در جریان سازگاری با نیازهای جدید جامعه دگرگون شد و به مجموعه‌ای از موازین و آدابی تبدیل شد که معیارهای اخلاقی را بالاتر از هر امری می‌دانست. این ارزش‌های جدید، دیگر مختص سامورایی‌ها نبود اما رنگ و بوی سلحشوری خود را نیز داشت.
شوگون‌سالاری توکوگاوا جنبه‌هایی از ارزش‌های جنگجویان سامورایی را قانونگذاری کرد. نخستین بوکه شوهاتو (قوانین برای خاندان‌های نظامی)، توسط دولت در سال ۱۶۱۵ صادر شد، که برای اربابان (دایمیوها) و جنگجویان اشرافی سامورایی تعیین مسئولیت و فعالیت می‌شد و قوانین رفتاری، پوشاک مناسب، و غیره توصیه می‌شد. نخستین استفاده کتبی از اصطلاح بوشیدو در کویو گونکان در سال ۱۶۱۶ است که توسط کوساکا ماسانوبو نوشته شده‌است. هیساکاوا مورونوبو (۱۶۱۸–۱۶۹۴) در سال ۱۶۸۵ یک کتاب اوکی‌یوئه را به نام «تصاویر بوشیدو در طی اعصار» چاپ کرد که حاوی واژهٔ بوشیدو و همچنین توصیفاتی ساده برای کودکان بود. در سال ۱۶۴۲ سامورایی سایتو چیکاموری کتاب «کاشوکی» را نوشت که شامل احکام اخلاقی بود که جنبه‌های نظری بوشیدو را توضیح می‌داد. این متن با برنامه‌های درسی قابل دسترسی کانا نوشته شده‌است و برای افراد عادی، نه جنگجویان، در نظر گرفته شده‌است. «کاشوکی» در میان مردم عادی بسیار محبوب بود. این نشان داد که بوشیدو در میان مردم گسترش یافته‌است؛ بنابراین کاشوکی نشان می‌دهد که ارزش‌های اخلاقی در بوشیدو تا سال ۱۶۴۲ وجود داشته‌است.
در دورهٔ ادو تفکر بوشیدو تحت تأثیر اخلاق کنفوسیوسی قرار گرفت و تبدیل به یک سامانهٔ همه‌جانبه شد که بر تعهد یا وظیفه تأکید داشت. سامورایی با «انسان کامل» از نظر کنفوسیوس برابر شد و به او آموخته‌شد که کارکرد اساسی سامورایی الگوی فضیلت شدن برای طبقات فرودست است. در درجهٔ اول ارزش‌ها وظیفه قرار گرفت، حتی اگر منجر به نقض دیگر قوانین بوشیدو شود. میزان جایگزینی وظیفه بر همهٔ موارد دیگر و عمق وفاداری به ارباب شاید به بهترین وجه در داستان انتقام چهل و هفت رونین در اوایل سدهٔ ۱۸ نمایان باشد. از آنجایی که رهنمودهای مکتب نئوکنفوسیوسی در تسلیم و مطیع بودن به مقام‌های حاکم با خواست شوگون‌سالاری توکوگاوا در حفظ نظم و ثبات سیاسی و اجتماعی سازگار بود، مبنای فلسفی و اعتقادی شوگون‌سالاری بیش از همه تحت تأثیر اندیشه‌های این مکتب بود. در خاستگاه اصلی این آیین در چین، تأکید بر وفاداری شخص نسبت به والدین در درجهٔ نخست و پس از آن وفاداری به امیر و فرمانروا قرار داشت؛ اما در تعبیر این آئین در ژاپن در مورد وفاداری به ارباب و فرمانروا بیش از هر چیز دیگری تأکید شد و در درجهٔ نخست جای گرفت و جزئی از آیین‌های جنگی ساموراییها شد. در اعتقادات اخلاقی کنفوسیوسیِ یک سامورایی، وفاداری به امیر بر هر موضوع دیگری حتی بر وظیفه نسبت به خانواده برتر شمرده می‌شد. کانون اندیشهٔ بوشیدو (راه و رسم سامورایی) در دورهٔ توکوگاوا بر این باور قرار گرفت که یک سامورایی باید در راه ارباب زندگی خود را ایثار کند. در دورهٔ ادو گوناگونی و رویارویی فکری و اعتقادی فراوان و عمیق در جامعه وجود داشت. از یک طرف اندیشمندان مکتب کنفوسیوسی قرار داشتند که تحت تأثیر فرهنگ چین بودند و از طرف دیگر دانشمندان ملی‌گرای کوکوگاکو بودند که از شینتو و برتری مقام امپراتور دفاع می‌کردند.
نخستین اندیشمند نئوکنفسیوسی که تلاش کرد در حکومت شوگونی توکوگاوا مشاور شود، هایاشی رازان (۱۶۵۷–۱۵۸۳) بود. وی در قرائت خود از فرقهٔ چنگ-ژو، برداشت شینتویی (مذهب ملی ژاپن) را داخل کرد. یامازاکی آنسای (۱۶۸۲–۱۶۱۹) تا آنجا پیش رفت که آشکارا طرفدار مطالعهٔ مشترک نئوکنفوسیوسی و شینتویی به مثابه راه فضیلت بود. هنگامی که ارزش‌های شینتویی همچون اصالت و درستی، صفای قلب، و حکومت سلطنتی با مفاهیم کنفوسیوسی سلسله مدارج اجتماعی ترکیب شدند، یک تأثیر جانبی مهم در بیرون از دو حوزهٔ نئوکنفوسیوسی و شینتویی به وجود آمد و آن برداشتی یکسره ژاپنی از وفاداری نسبت به رئیس و ارباب فرد و در نهایت امپراتور ژاپن بود. این نسخهٔ جدید ژاپنی، تأکید کنفوسیوس بر وفاداری و رفتار مناسب نسبت به بالادستان را گرفت و آن را با دو صفت شینتویی عاطفه و محبت و همچنین نظریهٔ تمام‌نگاری توسعه بخشید. بُعد عاطفی افزوده‌شده بر این اعتقاد بود که وفاداری صرفاً یک سلسله مقررات دربارهٔ نقش مدارج سازمانی - اجتماعی به دست نمی‌آید، این امر وفاداری را به یک رابطهٔ خارجی صرف تبدیل می‌کند. از منظر بوشیدو وفاداری صرفاً ایفای نقش یا انجام یک قرارداد اجتماعی نیست. وفاداری، در تفسیر جدید ژاپنی آن، به همان اندازه نیز از عشق و محبت سرچشمه می‌گیرد، رابطه‌ای است درونی و قلبی با ارباب (رئیس) و خاندان وی. این گونه ارزش‌ها در ایدئولوژی بوشیدو در دوران توکوگاوا در ژاپن منزلگاهی پیدا کرد و در حقیقت یکی از بنیان‌گذاران این سنت یاماگا سوکو (۱۶۸۵–۱۶۲۲) بود که تحت تعالیم رازان پرورش یافته بود. وی در عین حال یک ملی‌گرای پرشور بود و از انحصاری بودن و مقدس بودن امپراتور ژاپن حمایت می‌کرد. به این ترتیب عناصر شینتویی و کنفوسیوسی در هم آمیختند. این گونه استفاده از عناصر شینتویی برای ایجاد ارزش‌های سامورایی، کار را برای نظامی‌گران ژاپنی به منظور دمیدن در شیپور آرمان‌های شینتویی در خلال سال‌های جنگ‌های خارجی (۱۹۴۵–۱۸۹۴) آسان‌تر ساخت.

#### باکوماتسو
در اواخر دورهٔ ادو یا باکوماتسو، حکومت شوگونی توکوگاوا تصمیم به خروج از انزوا (ساکوکو) و ارتباط با دنیای غرب گرفت و در این راه تلاش‌هایی را انجام داد و بازرگانی خارجی را تشویق کرد؛ اما بسیاری در داخل کشور مخالف این ارتباط بودند، به ویژه رونینها که با انجام حملاتی پراکنده، به مخالفت با سیاست ارتباط با غرب شوگون‌سالاری می‌پرداختند. در همین زمان نیز گروهی تاریخ‌نگار سنت‌پرست روی کار آمدند که به مطالعهٔ تاریخ کهن ژاپن پرداختند و در همین مطالعات روشن نمودند که حکومت حقیقی از آن امپراتور، فرزند حقیقی الههٔ آفتاب، است و شوگون‌ها به ناحق این حکومت را در دست گرفته‌اند. سامورایی‌ها که حامی سنت بودند، گرچه خود به عنوان طبقه‌ای جنگاور با حکومت شوگون‌سالاری کاماکورا رسمیت یافته بودند، اما از آنجا که شوگون‌سالاری توکوگاوا زندگی آن‌ها را دچار شوربختی و تنگدستی کرده بود، از این نظریه تاریخ‌نگاران حمایت کردند و حکومت را حق امپراتور دانستند. شاید آن‌ها امید داشتند که قدرت گرفتن امپراتور وضعیت اسفناک زندگی‌شان را بهبود بخشد. سرانجام در سال ۱۸۶۸ با کوشش سامورایی‌ها، دوران فئودالی شوگون‌ها به سر آمد و حکومت سامورایی‌ها که به مدت هشت سده بر ژاپن مسلط بود، سقوط کرد. بدین ترتیب طبقهٔ سامورایی همان گونه که با جنگاوری‌های خویش حکومت شوگونی را به وجود آورد، همان گونه نیز آن را از میان برد و با حمایت از امپراتور میجی، در حقیقت به حمایت از مردم ژاپن برخاست. در اواخر دورهٔ ادو وفاداری به ارباب فئودالی، کاهش یافت و به تدریج در اثر تغییرات عقیدتی وفاداری نسبت به امپراتور جایگزین آن شد.

### دورهٔ میجی (۱۸۶۸– ۱۹۱۲)
در تحولات زیادی که پس از اصلاحات میجی ایجاد شد، رهبران دولت تازه‌تأسیس میجی که اکثراً خود سامورایی بودند، رسماً طبقهٔ سامورایی را لغو و امتیازات خود را از بین بردند. بسیاری از سامورایی‌های سابق با وجود این واقعیت همچنان در جامعهٔ ژاپن نقش فعالی داشتند. بسیاری از رهبران و افراد پرقدرت دولت، خود از اعضای سابق طبقهٔ سامورایی بودند. بوشیدو نیز هرچند بدون نوآوری چشمگیر، از انتقال به ژاپن نوین جان سالم به در برد. برای نمونه، وفاداری به ارباب شخصی که پیش‌تر سنگ بنای اساسی بوشیدو بود، به وفاداری به ملت، به امپراتور یا (در مورد چندین مسیحی با نفوذ) به عیسی مسیح تبدیل شد.
در سال ۱۸۷۱ یاماگاتا آریتومو، وزیر جنگ، قانون خدمت وظیفهٔ عمومی را که برای دولت جدید لازم بود، مطرح و در سال ۱۸۷۳ به اجرا درآورد. این قانون در حقیقت به معنای انحلال قطعی طبقهٔ جنگاور سامورایی بود. در کنار این اقدامات اصلاح‌طلبانهٔ دولتی که هر یک به نوعی سامورایی را از جامعهٔ ژاپنی پاک می‌کرد، تجددگرایی جوانان اروپارفتهٔ ژاپنی و اندیشه‌های قشر تحصیل‌کردهٔ روشنفکر، سبب تغییر تدریجی نگرش مردم نسبت به سنت‌های گذشته و لزوم بازنگری در آن‌ها شد.
ظهور خدمت وظیفه عمومی، همراه با اعلامیه فرمان امپراتوری برای سربازان و ملوانان که در سال ۱۸۸۲ معرفی شد، نظامی برای تلقین هزاران مرد در زمینه‌های مختلف اجتماعی با ارزش‌های نظامی-میهنی و مفهوم وفاداری بی‌چون و چرا به امپراتور به عنوان پایه و اساس دولت ژاپن یا کوکوتای را به وجود آورد. یاماگاتا آریتومو، مانند بسیاری از ژاپنی‌ها، به شدت تحت تأثیر موفقیت چشمگیر پروس در تبدیل خود از یک کشور کشاورزی به یک قدرت مدرن صنعتی و نظامی قرار گرفت. او ایده‌های سیاسی پروس را پذیرفت، که به گسترش نظامی در خارج از کشور و دولت استبدادی در داخل علاقه داشت.
اصطلاح بوشیدو در جنبهٔ بین‌المللی با انتشار کتاب بوشیدو: روح ژاپن نوشتهٔ نیتوبه اینازو، مورد استفاده قرار گرفت. این کتاب که به زبان انگلیسی نوشته شده بود، توسط بسیاری از افراد با نفوذ غربی خوانده شد. نیتوبه اینازو تأثیر بسیاری بر ادبیات و تفکر بر جای گذاشت و باعث ایجاد شکاف در بوشیدو و وارد شدن افکار غیرژاپنی در این آیین شد. بوشیدو به گفتهٔ نیتوبه اینازو، با مفهوم جوانمردی در شوالیه‌گری اروپا مشابه است.

### دورهٔ شووا (۱۹۱۲–۱۹۴۵)
در سدهٔ بیستم میلادی جامعهٔ ژاپن علی‌رغم انجام اصلاحات نوین، هنوز هم به دنبال سپاهی‌گری، جنگ و دستیابی به اهداف از طرق نظامی بود. گرچه در همین زمان عده‌ای با افکار جنگ‌ستیزانه و آزادای‌خواهانه ظهور کردند و تعدادی از مردم ژاپن به ویژه جوانان به این احزاب آزادی‌خواهانه پیوستند، اما اندیشه‌های آن‌ها تا نیمهٔ دوم سدهٔ بیستم میلادی و پایان جنگ جهانی دوم نتیجهٔ قطعی نداشت. جنگ‌طلبان افراطی نوین، به نوعی همان اندیشه‌های سامورایی را ترویج می‌کردند و در نبردهای خویش، همان وفاداری مطلق، وظیفه‌شناسی و شجاعت سامورایی را داشتند. ژاپن با نیروی همین جنگ‌طلبان تا ۱۹۳۲ میلادی، منچوری را تصرف کرد و حکومت ملی چین به سازمان ملل شکایت نمود؛ اما ژاپنی‌ها کنار نکشیدند و بسیاری از چینی‌ها از رفتار نظامیان ژاپنی رنج و درد فراوانی را متحمل شدند.
در طول دورهٔ شووا و میان دو جنگ جهانی، مفهوم جنگ در پروپاگاندای ژاپن در جنگ دوم چین-ژاپن و جنگ جهانی دوم به عنوان تصفیه و مرگ به عنوان یک وظیفه معرفی شد. در این دوره، بوشیدو تحت فشار قرار گرفت تا به نفع نظامی‌گری و به عنوان واسطهٔ احیای ارزش‌های سنتی و «فراتر رفتن از وضعیت مدرن» استفاده شود. بوشیدو یک سپر معنوی فراهم کرد تا به سربازان اجازه دهد تا آخرین نفس بجنگند. ژنرال توجو هیدکی در هنگام دستور دادن مرتباً به صورت افراد تحت فرماندهی خود سیلی می‌زد و می‌گفت سیلی زدن وسیله‌ای برای آموزش مردانی است که اصلیت و خانوادهٔ آنان از طبقه سامورایی نیست و بوشیدو در ذات آنان وجود ندارد. توجو فصلی در کتاب «مقالاتی در زمان اضطرار ملی» نوشت که وزارت ارتش آن را در مارس ۱۹۳۴ منتشر کرد. این فراخوان ژاپن را به یک «دولت دفاع ملی» تمامیت‌خواه تبدیل کرد. این کتاب شامل ۱۵ مقاله از ژنرال‌های ارشد بود و استدلال می‌کرد که ژاپن روسیه را در جنگ روسیه و ژاپن شکست داد؛ زیرا بوشیدو به ارادهٔ ژاپنی، ارادهٔ برتر می‌داد و آن‌ها برخلاف روس‌هایی که می‌خواستند زندگی کنند، از مرگ نمی‌ترسیدند.
مردانی که سیاست خارجی ژاپن را می‌ساختند جهانگشایی را به عنوان فرض اصلی و مبنا پذیرفتند و این پذیرش، سیر به سوی فاشیسم را در اوایل دهه ۱۹۳۰ ترغیب کرد. در این دوره نظامی‌گران افراطی حکومت را قبضه کردند و ژاپن را به سوی جنگی بدفرجام کشانیدند.

#### پدید آمدن ملی‌گرایی افراطی
حتی پیش از قدرت‌گیری نظامیان ژاپنی در دههٔ ۱۹۳۰، گروه‌های دیگری که بیشترشان سیاسی، دست‌راستی و ملی‌گرای افراطی بودند، نقش توسعه‌طلبانهٔ ژاپن را در قارهٔ آسیا ترویج می‌کردند. گنیوشا («انجمن اقیانوس تیره»؛ تشکیل در سال ۱۸۸۱ میلادی) و کوکوریوکائی («انجمن اژدهای سیاه»؛ تشکیل در سال ۱۹۰۱ میلادی) در میان معروفترین این گروه‌ها قرار داشتند. گنیوشا در همان مراحل آغازین با ستاد ارتش ژاپن ارتباط صمیمانه‌ای برقرار ساخت و به تشویق آن در نخستین جنگ چین و ژاپن (۱۸۹۴–۱۸۹۵) نقش آتش‌افروز جنگ را برعهده گرفت. کوکوریوکائی گروهی بود که بیش از همه ضد روسیه بود و با ستاد ارتش ژاپن نیز پیوند محکمی داشت. این جمعیت‌ها در قالب‌ریزی افکار عمومی نقش داشتند و آن را با تجاوز ارتش ژاپن به کشورهای دیگر موافق ساختند.
همچنین جمعیتی فرعی از گنیوشا نیز به رهبری اوچیدا ریوهی به نام «تن‌یوکیو» («جمعیت نجات آسمانی ستمدیدگان») تشکیل شد تا در کشور کره وارد عمل شود. در پی آن گروهی از رونینها که در سال‌های نخست دورهٔ میجی در فقر و تلخکامی زندگی می‌کردند، به همراه دسته‌ای از توطئه‌چینان نیز به کره رفتند و در آنجا اعمال وحشت‌آفرینی را انجام دادند.
نظریه‌پردازان و تاریخ‌نگاران نظامی، در اواخر دههٔ۲۰ و ۳۰ میلادی آثار آموزشی بسیاری را، مانند «احیای بوشیدو» نوشتهٔ هیراایزومی کیوشی، دربارهٔ بوشیدو منتشر کردند. در این زمان بسیاری از روشنفکران تحت تأثیر ظهور فاشیسم در اروپا، بوشیدو را راهی برای تلقین هویت ملی و وحدت می‌دانستند. ژنرال آراکی سادائو، وزیر جنگ ژاپن در اوایل دهه ۳۰، اطمینان حاصل کرد که مفاهیم آن‌ها از بوشیدو به یک قسمت اساسی آموزش نظامی تبدیل می‌شود. با این حال، خارق‌العاده‌ترین پیشرفت مربوط به بوشیدو در این دهه مربوط به هاگاکوره با آغازی مبنی بر این که، «راه سامورایی در مرگ نهفته‌است» و ترویج این ایده که یک سامورایی باید آمادهٔ مرگ برای ارباب خود باشد، بود. به این ترتیب هاگاکوره به نوعی کتاب مقدس برای ارتش و نیروی دریایی امپراتوری ژاپن تبدیل شد. این کتاب برای نخستین بار در سال ۱۹۳۸ در ژاپن چاپ شد و در سال ۱۹۴۰، فیلسوف برجسته، واتاتسوجی تتسورو، نسخهٔ خلاصه‌ای از آن را برای سربازان ژاپنی درگیر در جنگ منتشر کرد. استدلال نظریه‌پردازان پیش از جنگ، این بود که با انتشار چنین کتاب‌هایی این گونه ابراز شود که تسلیم شدن در برابر هر دشمنی بر اساس قوانین سامورایی قابل بخشش نیست. اما ایدئولوژی بوشیدو نقشی دیگر و شاید جدی‌تر، در جنگ جهانی دوم بازی کرد؛ به نظر می‌رسید که این ارزش‌ها عزم ژاپنی‌ها را، از زن و مرد، برای جنگ تا آخرین قطرهٔ خون تقویت می‌کرد. بوشیدو با بسیاری از جنبه‌های تجربهٔ فاجعه‌بار جنگ ژاپن در ارتباط است. بذر این رابطه دهه‌ها پیش از جنگ و در سال ۱۹۱۰ با تجدید نظر در کتاب‌های درسی ژاپن و تربیت نسلی با تفسیرهای ملی‌گرایانه از سامورایی، کاشته شد.
بدرفتاری یا تحقیر دشمن با اخلاق اساسی کنفوسیوس و بوشیدو مخالف بود و در نتیجه، رفتار بسیاری از نیروهای مسلح ژاپن پیش از جنگ و در طول جنگ جهانی دوم، انکار مستقیم آموزه‌های بوشیدو بود. اواسط سدهٔ بیستم دوره‌ای بود که نژادپرستی آشکار در سراسر جهان فراگیر شد. آلمان نازی تنها یکی از چندین کشور اروپایی بود که صریحاً نوع شدید نژادپرستی را اعمال می‌کرد. ایالات متحده نیز از این قاعده مستثنا نبود و خصومت عمیقی را با اقلیت‌های رنگین‌پوست و پیروان دیگر مذاهب را در دل داشت. آسیایی‌ها نیز به اندازهٔ اروپایی‌ها و آمریکایی‌ها نژادپرست بودند. نژادپرستی در ژاپن، مانند بیشتر فرهنگ‌های دیگر، ناشی از دین و رنگ پوست است. به‌طورکلی، رنگ پوست ژاپنیان کمی روشن‌تر از بیشتر مردم کشورهای شرق آسیاست. از نظر نظامیان ژاپنی، مردم دیگر کشورهای آسیایی‌ها و بیشتر غربی‌ها نژاد پست‌تر بودند و در واقع به عنوان یک انسان در نظر گرفته نمی‌شدند یا شایستگی احترامی که باید برای انسان قائل شد را نداشتند.

### جنگ جهانی دوم

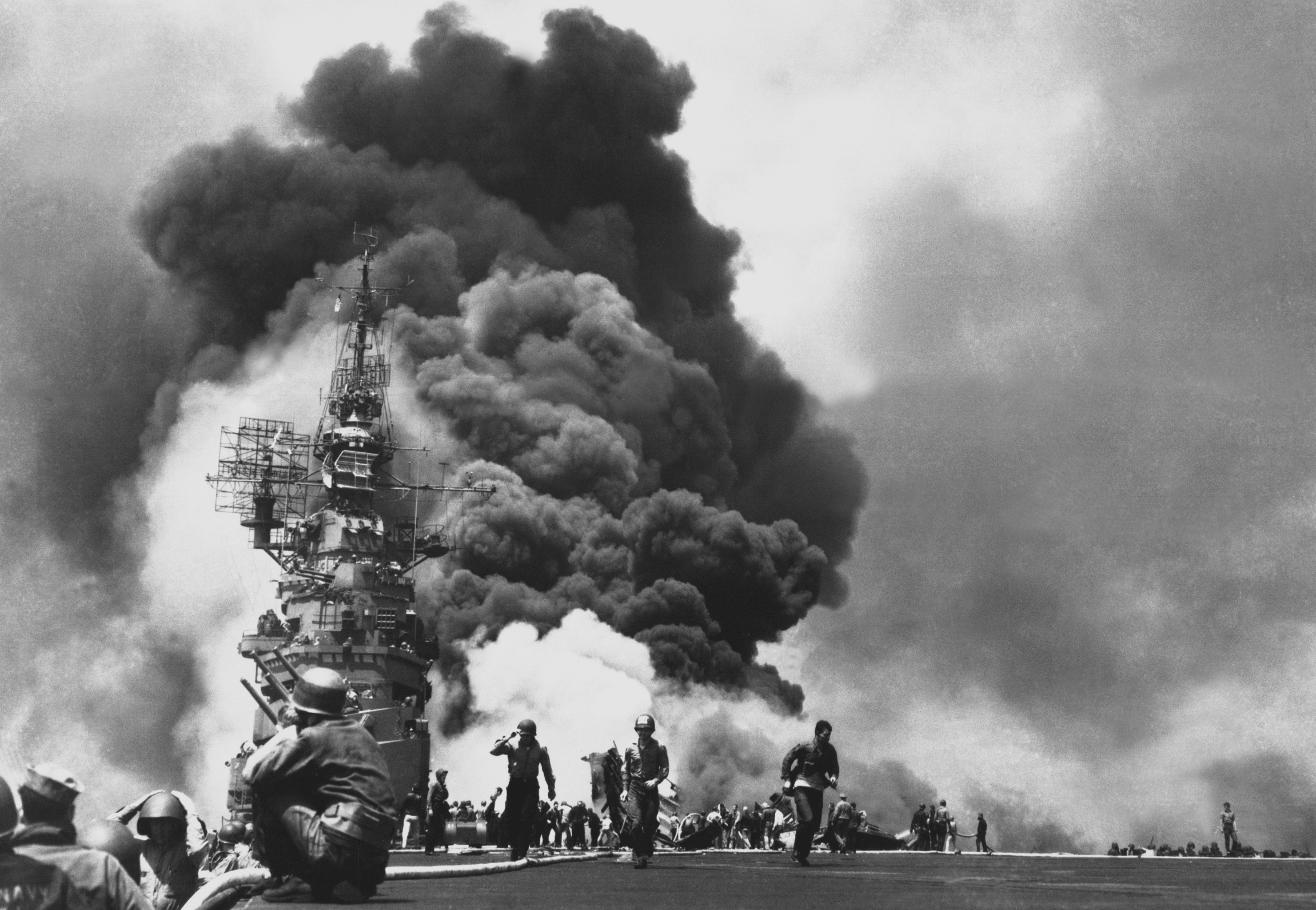
هنگامی که ناو هواپیمابر یواس‌اس بانکر هیل (سی وی - ۱۷) در تاریخ ۱۱ مه ۱۹۴۵ توسط دو کامی‌کازه مورد اصابت قرار گرفت، ۳۸۹ نفر کشته یا رسماً مفقود شدند و ۲۶۴ نفر زخمی شدند.

در طول جنگ جهانی دوم سنت مرگ به جای شکست، اسارت و شرم، عمیقاً در فرهنگ نظامی ژاپن جا افتاده بود. یکی از ارزش‌های اصلی در زندگی سامورایی و قوانین بوشیدو وفاداری و شرف تا زمان مرگ بود. ملی‌گراها و نظامی‌گراهای ژاپن به‌طور یکسان برای الهام گرفتن به گذشته نگاه می‌کردند. به ویژه این اسطوره که امپراتور ژاپن نوادهٔ مستقیم الههٔ خورشید، آماتراسو است. به ژاپنی‌ها از همان کودکی تلقین می‌شد تا از امپراتور ژاپن به عنوان خدایی زنده یاد کنند و جنگ را عملی بدانند که می‌تواند نفس خود، میهن و سرانجام کل جهان را پاک‌سازی کند. بوشیدو دربارهٔ عدم تسلیم در زمان جنگ جذابیت اغوا کننده‌ای را ارائه می‌کرد. هاگاکوره، کتاب مهم بوشیدو که در اوایل سدهٔ هجدهم نوشته شده‌است، با جملهٔ «بوشیدو راهی برای مردن است» آغاز می‌شود. محتوای اصلی آن این است که فقط یک سامورایی آماده و مایل به مرگ در هر لحظه می‌تواند خود را کاملاً وقف ارباب/مافوق خود کند. در همین راستا در حکم صادر شده از ژنرال توجو هیدکی در سال ۱۹۴۱، خطاب به سربازان چنین آمده‌است:
به عنوان زندانی با شرم زندگی نکن. بمیر و هیچ گناه شرم‌آوری را پشت سر خود باقی نگذار.
در آغاز جنگ جهانی دوم و در طول جنگ، دولت ژاپن ایدئولوژی‌ای تحت عنوان «بوشیدوی امپراتوری» را در میان شهروندانش پراکنده‌ساخت. این روحیهٔ نظامی، عزت، از خودگذشتگی، و وفاداری بی‌چون و چرای یک ژاپنی به ملت و امپراتور ژاپن را مورد تأکید قرار می‌داد. ژاپنی‌ها طی جنگ بر این باور بودند که ترویج و تلقین بوشیدو به آن‌ها قدرت می‌دهد؛ زیرا ژاپنی‌ها آرزوی مرگ برای امپراتورشان را داشتند، در حالی که آمریکایی‌ها از مرگ می‌ترسیدند. با این حال، آموزش خلبانی و هواپیماهای برتر آمریکایی موجب شد که آمریکایی‌ها در موضع برتر قرار گیرند. نخستین پیشنهادها برای کامیکازه یا حملات انتحاری سازمان‌یافته با مقاومت روبرو شد. با این حال، ناامیدی از پیروزی باعث پذیرش آن شد و چنین حملاتی به عنوان روح واقعی بوشیدو مورد ستایش قرار گرفت.
بوشیدو تسلیم را بزدلی می‌دانست و کسانی که اسیر شده بودند، عزت و احترام خود را از دست می‌دادند:
در حالی که ژاپن در اوایل سدهٔ ۲۰ به نوسازی خود ادامه می‌داد، نیروهای مسلح این کشور اطمینان یافته بودند که اگر سربازان، ملوانان و هواداران ژاپنی روح بوشیدو داشته باشند، نسبت به موفقیت در جنگ اطمینان حاصل می‌شود. … نتیجه این شد که قوانین و رفتارهای بوشیدو به عنوان بخشی از آموزش مقدماتی برای سربازان ژاپنی تلقی شد. به هر سربازی تلقین می‌شد که مرگ برای امپراتور بزرگترین افتخار است و تسلیم شدن در برابر دشمن ضعیف‌النفسی است. … بنابراین با توجه به بوشیدو می‌توان فهمید که چرا ژاپنی‌های در اندونزی در زندان‌های خود با اسیران جنگی بدرفتاری می‌کردند. کسانی که تسلیم ژاپنی‌ها شده بودند - صرف نظر از اینکه چقدر شجاعانه یا شرافتمندانه جنگیده بودند - جز تحقیر شایسته رفتار دیگری نبودند. آن‌ها تمام افتخارات خود را از دست داده بودند و به معنای واقعیِ کلمه سزاوار هیچ چیز نبودند. در نتیجه، هنگامی که آن‌ها با کشتن اسیران با تیراندازی، بریدن سر یا غرق کردن، مشکلی نداشتند زیرا کسانی را می‌کشتند که هیچ حق و حقوق و احترامی نداشتند. گرچه مطمئناً شهروندان غیرنظامی در مقوله‌ای متفاوت از اسیران جای داشتند، منطقی است که فکر کنیم این نحوه برخورد با اسیران جنگی از اصول بوشیدو الهام گرفته‌است— فرد بورچ، «دادگاه‌های نظامی جنایتکاران جنگی در هند شرقی هلند ۱۹۴۶–۱۹۴۹»
وقتی ژاپن در آن جنگ شکست سنگین خود را متحمل شد و مردم طبق خواستهٔ بوشیدوی امپراتوری بدون هیچ سرکشی و قیامی تا آخرین نفر در دفاع از امپراتور خود جنگیدند، به نظر می‌رسید که مفهوم بوشیدو به پایان رسیده‌است. در دوران پس از جنگ، فقط شمار اندکی از ملی‌گرایان سرسخت این واژه را به کار بردند. بیشتر ژاپنی‌ها از ارتباط آن با بی‌رحمی، کشتارها و زیاده‌خواهی‌های جنگ جهانی دوم خجالت کشیدند. به‌گفتهٔ اولیگ بنش، پژوهشگر تاریخ شرق آسیا، بعد از جنگ جهانی دوم، بوشیدو که به نظامی‌گریِ ژاپنی منسوب بود، مورد غضبِ عمومی قرار گرفت.

## بوشیدوی معاصر
سده‌ها حکومت توسط طبقهٔ سامورایی، تأثیر عمیقی بر جامعهٔ ژاپن گذاشته‌است؛ بنابراین بوشیدو در عصر معاصر در شکل‌های مختلف برای نمونه تجارت، ارتباطات، ورزش‌های رزمی و به عنوان شیوهٔ زندگی به حیات خود ادامه می‌دهد که به آن «روح بوشیدو» نیز گفته می‌شود. امروزه بوشیدو همچنان در فرهنگ نوین ژاپن طنین‌انداز است. سایهٔ آن بر شجاعت، انکار نفس و وفاداری به ویژه برای شرکت‌هایی که می‌خواهند حداکثر کار را از حقوق بگیران خود بگیرند، مفید است.

### کار و تجارت
به دلیل استفادهٔ تبلیغاتی نظامی‌گری ژاپن از بوشیدو در هنگام جنگ جهانی دوم، پس از پایان جنگ بوشیدو مورد خشم و بی‌مهری مردم قرار گرفت. اما چند دهه بعد، بوشیدو دوباره مورد توجه واقع شد: از اواخر دههٔ ۱۹۷۰، اقتصاد ژاپن رونق بسیاری گرفت و این کشور در دههٔ ۱۹۸۰ به یکی از قدرت‌های بزرگ اقتصادی جهان تبدیل شد. در دههٔ ۱۹۸۰ که جهان در تلاش برای یافتن سرچشمهٔ پیشرفت‌های سریع اقتصادی و همچنین پیشرفت در بهره‌گیری از یافته‌های علمی برای بهبود عملکرد در زمینه‌های صنعتیِ ژاپن بود، کاربرد واژهٔ «بوشیدو» دوباره در داخل و خارج از کشور احیا شد. این مفهوم در آن زمان به معنای سخت‌کوشی بسیار و وفاداری به شرکتی بود که یک نفر در آن کار می‌کرد و به عنوان نشانه‌ای از افتخار شخصی، وفاداری به کیفیت و دقت بود. خبرگزاری‌ها حتی در مورد کاروشی، نوعی مرگ در اثر کار فراوان، نیز گزارش دادند، که در آن مردم به معنای واقعی کلمه تا حد مرگ بر اثر خستگی برای شرکت‌های خود کار می‌کردند. مدیر عاملان در غرب و سایر کشورهای آسیایی تلاش کردند تا کارمندان خود را تشویق کنند تا کتاب‌هایی را با عنوان «بوشیدوی شرکتی» بخوانند تا موفقیت ژاپن را تکرار کنند. هنگامی که اقتصاد ژاپن در دههٔ ۱۹۹۰ وارد رکود شد، معنای بوشیدو در دنیای شرکت‌ها بار دیگر تغییر کرد. این شروع به معنای پاسخ مردم به رکود اقتصادی بود.

### ارتباطات
از فضیلت‌های بوشیدو، برای کمک به توسعهٔ مهارت‌های ارتباطی بین زوج‌های بزرگسال ژاپنی استفاده می‌شود. در سال ۲۰۱۲، سند تجربی «ماتریکس بوشیدو برای ارتباط زوجین» یک روش را معرفی کرد که می‌تواند توسط مشاوران برای راهنمایی بزرگسالان در مورد به اشتراک گذاشتن احساسات با شریک زندگیشان استفاده شود. نویسندگان تأکید می‌کنند «تمرین فضایل بوشیدو می‌تواند در نهایت باعث تقویت روابط بین فردی شود، این کار از آگاهی شخصی آغاز می‌شود و تا آگاهی زوجین نیز گسترش می‌یابد.» هنگام استفاده از این ماتریکس، از یک زوج خواسته می‌شود یکی از هفت فضیلت را شناسایی کنند و آن را در زندگی خود اعمال کنند.

### شیوه زندگی
افرادی هستند که از بوشیدو به عنوان روش زندگی استفاده می‌کنند. برای نمونه گاکتو، هنرمند موسیقی ژاپنی، گفته‌است که سبک فلسفی زندگی او شبیه بوشیدو است. او در سال ۲۰۱۱ در هنگام مصاحبه در مورد فیلم اکشن حاوی هنرهای رزمی خود، بونراکو (۲۰۱۰)، گفت: بوشیدو همچنین هستهٔ اصلی تفکر، احساس و زندگی من است، بنابراین احساس کردم این یک فرصت عالی برای من است که می‌خواهم به جهانیان معنی «بوشیدو» را بیان کنم.
ژاپنی بودن و بوشیدو، ریشه‌های من و بخشی مهم از فرهنگ کشور من است. من معتقدم که نقش من این است که این فرهنگ زیبا را با جهان به اشتراک بگذارم. بوشیدو بخش بزرگی در زندگی شخصی و همچنین در حرفهٔ من است.— گاکتو
رئیس‌جمهور پیشین تایوان، لی تنگ-هویی (۱۹۲۰–۲۰۲۰)، از افراد مشهور دیگری بود که از بوشیدو در زندگی استفاده می‌کرد.
مسئولان نیروگاه فوکوشیما به دنبال زمین‌لرزه و سونامی ۲۰۱۱ توهوکو، به جز ۵۰ نفر کارشناس فنی، سایر کارکنان نیروگاه را از محل تأسیسات اتمی دور کردند. مردم ژاپن با نگرانی و ستایش، نظاره‌گر کار آن ۵۰ نفر بودند که با از جان‌گذشتگی می‌کوشیدند مانع از یک فاجعهٔ اتمی شوند. این گروه ۵۰ نفرهٔ ملبس به پوشش حفاظتی، در حوزه‌ای کار می‌کردند که آغشته به ذرات رادیواکتیو بود. تمام تلاش این گروه بر روی خنک‌کردن میله‌های سوخت هسته‌ای متمرکز بود تا این که توانستند مانع از ذوب آن‌ها و انفجار درون قلب رآکتورها شوند.
در اکتبر ۲۰۱۱، جایزه شاهدخت آستوریاس به قهرمانان فاجعه حادثه اتمی فوکوشیما ۱ یا همان فوکوشیما ۵۰ اهدا شد. آن‌ها به خاطر رفتاری که «ریشه در ریشه‌دارترین ارزش‌های جامعهٔ ژاپن دارد»، «شجاعت و رفتار مثال‌زدنی» و از خودگذشتگی ستایش شدند. رسانه‌ها رفتار کارکنان رآکتور اتمی فوکوشیما را «روح سامورایی» توصیف کردند.

### ورزش

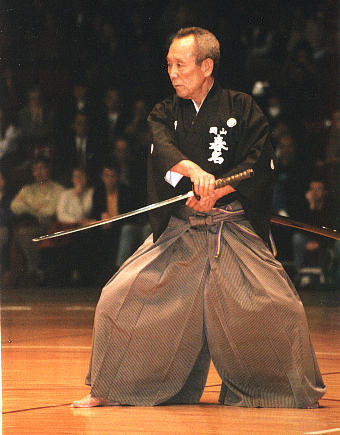
استاد «هارونا ماتسوئو» در حال انجام ایی‌آی‌دو

اگرچه بوشیدو سازمانی از مد افتاده‌است، اما این اصطلاح در ارتباط با ورزش در ژاپن به‌طور منظم رشد می‌کند. مربیان بیس‌بال ژاپنی از بازیکنان خود با عنوان «سامورایی» یاد می‌کنند و تیم ملی فوتبال ژاپن «آبی سامورایی» نامیده می‌شود. مربیان و بازیکنان در کنفرانس‌های مطبوعاتی، واژه بوشیدو را که اکنون به عنوان سخت‌کوشی، بازی جوانمردانه و روحیه مبارزه تعریف می‌شود، به‌طور منظم به کار می‌برند.
شاید در هیچ‌کجا بوشیدو بیشتر از دنیای هنرهای رزمی ذکر نشده باشد. تمرین‌کنندگان جودو، کن‌دو و سایر هنرهای رزمی ژاپنی آنچه را که آن‌ها اصول باستان بوشیدو می‌دانند به عنوان بخشی از تمرین خود مطالعه می‌کنند.
بوشیدو به‌طور کامل در آداب و رسوم، رمز افتخار، لباس، حمل شمشیر و اندیشهٔ مبارزه با خود به جای مبارزه با دیگران، در هنر رزمی ایی‌آی‌دو، به کار گرفته می‌شود. همچنین قانون رشته‌هایی مانند دایتو ریو آیکی جوجوتسو، آیکیدو، جوجوتسو، کیودو از بوشیدو الهام گرفته‌است.

### ارتش
امروزه نیروهای دفاع‌ازخود ژاپن (JSDF) جانشین نیروهای مسلح امپراتوری ژاپن است که از سال ۱۸۶۸ تا ۱۹۴۷ وجود داشت. ارتش ژاپن با قانون نیروهای دفاع شخصی (قانون شماره ۱۶۵ سال ۱۹۵۴) در سال ۱۹۵۴ رسماً پایه‌گذاری شد و به دلیل محدودیت‌های اصل نهم قانون اساسی ژاپن در درجه اول برای دفاع ملی استفاده می‌شود. بوشیدو در ارتش ژاپن فقط به صورت نمادین برای نمونه در نام تمرینات رزمی همانند تمرین «پشتیبانی بوشیدو» استفاده می‌شود.

## انتقاد
روح بوشیدو، همچنین به عنوان «قلب ژاپنی» شناخته می‌شود، با این وجود، منتقدان بوشیدو عنوان می‌کنند که بوشیدو نه روح سنتی است و نه ارزشهای ژاپنی‌ها، بلکه صرفاً چیزی است که به راحتی ایجاد شده و برای توجیه وفاداری به ملت و مشاغل مورد استفاده قرار گرفته‌است. به عقیده آنان ریشه داشتن وفاداری در میان ساموراییها مطابق با واقعیت‌های تاریخی نیست. سامورایی‌هایی که در داستان هیکه، در مورد نبرد میان دو خاندان تایرا و میناموتو برای چیرگی بر ژاپن در پایانه‌های سدهٔ دوازده میلادی در دوران جنگ گِنپِی (۱۱۸۰–۱۱۸۵)، ظاهر می‌شوند همیشه به ارباب خود خیانت می‌کنند. در واقع اهمیت وفاداری در دورهٔ جنگ‌های داخلی ژاپن یا دورهٔ سنگوکو متخاصم بود که مورد تأکید قرار گرفت. گفته می‌شود اربابان که از گه کوکوجو (به معنای سرنگونی یا فراتر رفتن از مافوق) که در این دوره رواج پیدا کرده بود می‌ترسیدند، بر اهمیت وفاداری تأکید داشتند و زیردستان خود را مجبور به پذیرفتن وفاداری می‌کردند.
همان‌طور عنوان می‌شود که نیتوبه اینازو یک متن آرمانی و نوستالژیک در مورد اخلاق و منشور سامورایی‌ها را بدون هیچ پایه‌ای در آثار سامورایی‌های تاریخی، در کتاب بوشیدو: روح ژاپن گنجانده‌است. در بررسی این کتاب در طی تحقیقی که در دانشگاه یاماناشی گاکواین انجام شده متن آن با ۲۹ متن اصلی بوشیدو از دوره کاماکورا تا دوره ادو مقایسه شده‌است. نتیجهٔ تجزیه و تحلیل این نشان داده‌است که نیتوبه بیشتر ارزش‌های مورد بحث در متون اصلی بوشیدو را در کتاب خود مطرح کرده و شرحی به نمایندگی از اکثر این کتاب‌ها در متن آن به چشم می‌خورد.
منتقدان بوشیدو می‌گویند که ستایش بیش از حد از بوشیدو می‌تواند اشتباهات نیروهای نظامی امپراتوری پیشین را تکرار کند. آموزش نیروی زمینی امپراتوری ژاپن به جای توانایی علمی بر شجاعت زیر آتش (حمله) تأکید داشت. این امر باعث ایجاد همبستگی نزدیکی میان سربازان و افسران شد، اما افسران و سربازانی فاقد مهارت‌های لازم را بار آورد. سربازان ژاپنی اهمیت زیادی در مردن شجاعانه و ارزش معنوی به جای استقامت طولانی مدت قائل بودند. این منجر به گرایش به معنویتی شد که واقعیت را نادیده می‌گیرد.
بحث‌برانگیزترین کاربرد واژهٔ بوشیدو امروزه در قلمرو ارتش ژاپن و در بحث‌های سیاسی پیرامون ارتش است. بسیاری از شهروندان ژاپنی صلح‌طلب هستند و از استفاده از سخن‌پردازی‌هایی که زمانی کشورشان را به یک جنگ جهانی فاجعه بار کشانده، ابراز تأسف می‌کنند. با این حال، در حالی که نیروهای دفاع شخصی ژاپن به‌طور فزاینده‌ای در خارج از کشور مستقر می‌شوند و سیاستمداران محافظه‌کار خواستار افزایش قدرت نظامی هستند، اصطلاح بوشیدو کاربرد روزافزونی پیدا کرده‌است. با توجه به تاریخ سدهٔ گذشته، استفاده نظامی از این اصطلاح‌های کاملاً نظامی تنها می‌تواند روابط را با کشورهای همسایه از جمله کره جنوبی، چین و فیلیپین را ملتهب کند.
سنت وفاداری و احترام به سلسله مراتب که در شرکت‌های ژاپنی متداول است یک ویژگی فرهنگی است. برای افراد تجاری در ژاپن، احترام به روابط سلسله مراتبی، عناوین شغلی و رتبه‌ها یک شرط طبیعی است اما از آنجائیکه داشتن وفاداری و احترام به سلسله مراتب یک شرکت با وفاداری از صمیم قلب یکسان نیست، در این شرکت‌ها می‌توانید وضعیتی را مشاهده کنید که به آن تاته‌مائه (ظاهرسازی) گفته می‌شود. این یک واقعیت است که رفتار خویشتن‌دارانهٔ کارمندان باعث ایجاد نظم و ثبات در یک سازمان می‌شود با این حال به‌طور پیوسته تعداد شرکت‌هایی که عقیده دارند یک شرکت تنها با حکمت رئیس نمی‌تواند کارها را پیش ببرد، در حال افزایش است. همچنین شکی نیست که آگاهی از سلسله مراتب، تأثیر زیادی بر تفکر آزاد و فعالیت‌های سازمانی ژاپنی‌ها داشته‌است. بنا براین امروزه بسیاری از مدیران تمایل دارند که به جای دادن دستورالعمل، خواستار ارائهٔ ایده‌ها و پیشنهادهای بیشتری از طرف کارکنان باشند.

## بوشیدوی زنان

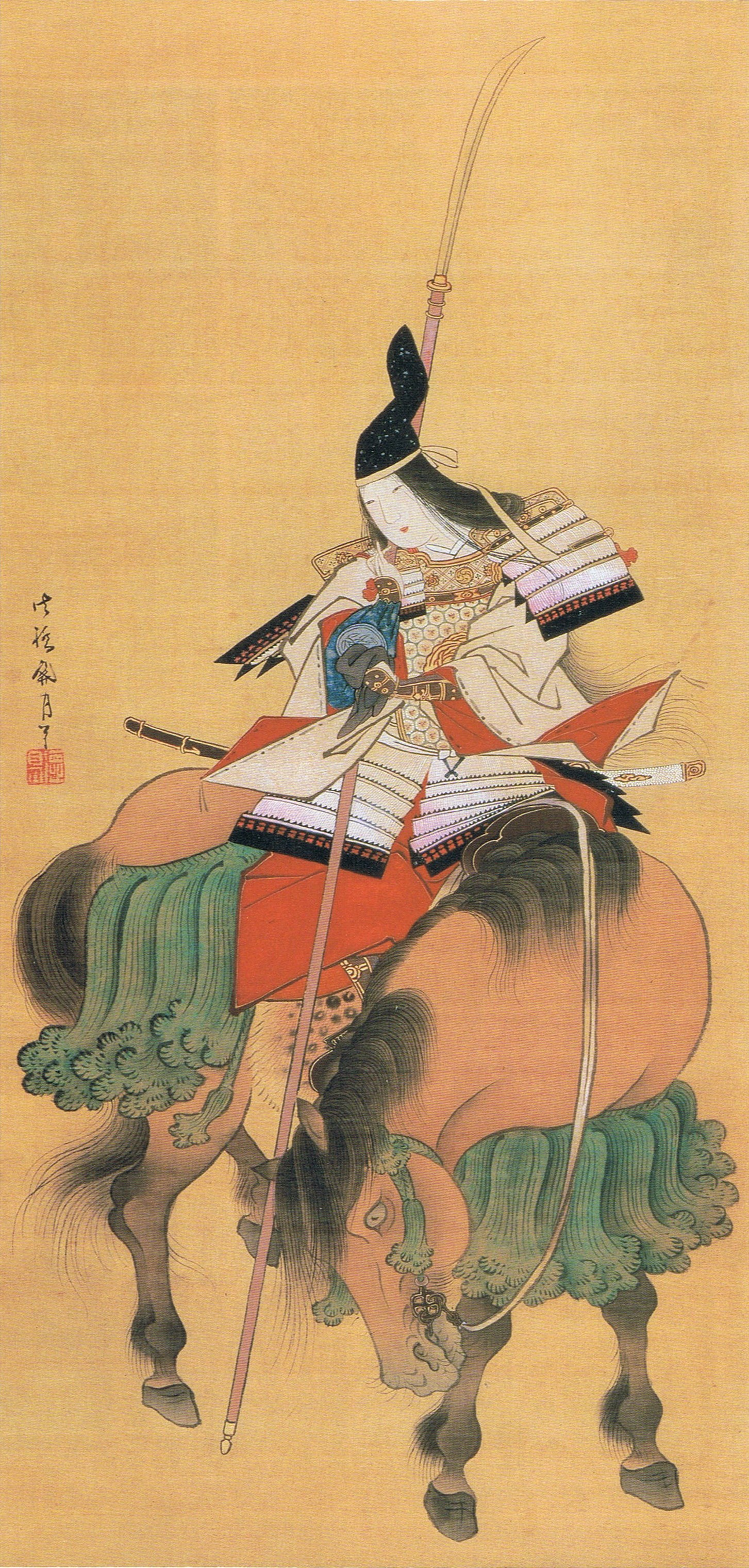
تصویری نقاشی شده از توموئه گوزن یکی از معروفترین اونا-بوگیشاها در تاریخ ژاپن، او همسر میناموتو نو یوشیناکا بود و به همراه همسرش در جنگ گنپی شرکت کرد و به علت شجاعتش شهرت دارد.

اونّا-بوگیشا (به معنای زن رزمی‌کار) اصطلاحی است که به زنان سلحشور در ژاپن پیشانوین اشاره دارد. این زنان عموماً در مواقع ضروری در کنار مردان سامورایی درگیر جنگ می‌شدند. آن‌ها مانند مردان در دفاع از خود و مانورهای تهاجمی آموزش می‌دیدند و از سلاح‌هایی استفاده می‌کردند که مخصوص زنان طراحی شده بود و به آن‌ها اجازه می‌داد با توجه به قد و قامت کوچکتر، تعادل بیشتری داشته باشند.

## آثار مربوط
فیلم سینمایی
- هفت سامورایی (۱۹۵۴)، یکی از محبوب‌ترین فیلم‌هایی است که در آن به معرفی مفهوم و ایدئولوژی بوشیدو پرداخته شده‌است. فیلم هفت سامورایی مردمی ضعیف در روستایی در سدهٔ شانزدهم را به تصویر کشیده‌است. با نبود یک ارباب فئودالی، گروهی از افراد شرور بارها به این روستا حمله می‌کردند. اهالی روستا تصمیم گرفتند سامورایی‌ها را برای محافظت از خود در برابر راهزنان استخدام کنند. هفت سامورایی به عنوان نماد هفت فضیلت اصلی بوشیدو در این فیلم به تصویر کشیده شده‌اند. جنگ برای عدالت، حمایت از ضعیف و فقیر و مردن با افتخار ارزش‌هایی بودند که در این فیلم بر روی آن تأکید شده بود.[۲۰]
- داستان ظالمانهٔ بوشیدو (۱۹۶۳)، معروفترین فیلم انتقادی در مورد بوشیدو است که برنده خرس طلایی جشنواره فیلم برلین شده‌است. داستان فیلم هفت نسل از یک خانواده را از آغاز شوگون‌سالاری توکوگاوا در آغاز سدهٔ هفدهم تا اوایل دهه ۱۹۶۰، در بر می‌گیرد و افراط اعضای مختلف را به خاطر ارادت کامل و وفاداری بی‌حد و حصر به ارباب، کشور یا شرکت به تصویر می‌کشد.[۹۸]
- سپّوکو (۱۹۶۲)، داستان آن در اوایل دورهٔ اِدو است.[۹۹] در این زمان سامورایی‌های بدون ارباب، که رونین نامیده می‌شوند، به دلیل صلحی که در ژاپن برقرار است از کار بیکار شده‌اند. آنان بدون هدف سرگردان‌اند و از تهیه غذا و پناهگاهی برای خانواده‌شان ناتوان هستند.[۱۰۰]
- شورش سامورایی (۱۹۶۷)، داستان آن دربارهٔ یک سامورایی در هنگام صلح، در سال ۱۷۲۵ است که فرماندهٔ محافظان قلعه‌های یکی از دایمیوهای دوره توکوگاوا را برعهده دارد. زن ارباب به اجبار به ازدواج پسر او درآورده می‌شود ولی خانواده ارباب پس از اتفاقاتی پشیمان شده و حال خواستار بازگشت آن زن می‌شوند؛ اما سامورایی عروس خود را پس نمی‌دهد. روحیهٔ وفاداری موجب اطاعت سامورایی از ارباب است اما در نهایت او در برابر این تصمیم ناعادلانه دست به شورش می‌زند.[۱۰۱]
- آخرین سامورایی (۲۰۰۴)، داستان فیلم مقاومت سامورایی‌ها در برابر سنت‌زدایی امپراتور میجی را روایت می‌کند.[۱۰۲] زمان فیلم در دهه ۱۸۷۰ در ژاپن می‌گذشت و داستان یک افسر و کهنه‌سرباز بدبین جنگ داخلی آمریکا را روایت می‌کند که توسط امپراتور ژاپن برای آموزش ارتش امپراتوری در هنر جنگ‌آوری مدرن استخدام شده‌است. مشاوران امپراتور قصد داشتند گروهی از جنگجویان سنتی شورشی سامورایی را برای سیاست‌های دولت که به غرب‌گرایی و تجارت دوستانه با غرب متمایل بود، ریشه‌کن کنند. افسر آمریکایی در نبرد با سامورایی‌ها اسیر و در طی اسارت با آشنا شدن با سنت‌ها و قوانین سامورایی متحول می‌شود. در پایان، افسر از حمایت از دولت جدید غرب‌زده ژاپن دست می‌کشد و به آخرین سامورایی در جنگ برای حفظ شیوه زندگی سامورایی‌ها می‌پیوندد.[۲۰]

## منبع‌شناسی
- کویو گونکان نوشته کوساکا ماسانوبو، (۱۶۱۶)[۱۰۳] اطلاعات این کتاب برخی توصیفات دقیق و آمار جنگ در دوره سنگوکو را در اختیار قرار می‌دهد. اصطلاح بوشیدو برای اولین بار در کویو گونکان استفاده شده‌است.[۱۰۴]
- یک کتاب ارثی درباره هنر جنگ نوشته یاگیو مونه‌نوری، (۱۶۳۲)[۱۰۵] در کنار کتاب پنج حلقه میاموتو موساشی، این یکی از رساله‌های برجسته در زمینه جنگ در ادبیات کلاسیک ژاپن است.[۱۰۶]
- کاشوکی نوشته سایتو چیکاموری، (۱۶۴۲)، این کتاب به سبک کانازوشی نوشته شده و از ارزش بسیار بالایی در شناخت بوشیدو برخوردار است. کاشوکی شامل پنج طومار است که بوشیدو مرتباً در آن ذکر می‌شود. در بخشی از طومار پنجم، یک تعریف مهم از راه و روش یک سامورایی واقعی ارائه شده‌است. جوهر بوشیدو این است: دروغ نگویید، ریاکار نباشید، چاپلوسی نکنید، سطحی نباشید، حریص نباشید، بی‌ادب نباشید، مباهات نکنید، متکبر نشوید، تهمت نزنید، خیانت نکنید، با دوستان خوش‌برخورد باشید، بیش از حد نسبت به حوادث نگران نباشید، نسبت به یکدیگر ابراز علاقه کنید، با احساس وظیفه قوی دلسوز باشید. سامورایی خوب بودن چیزی بیش از یک تمایل به جان سپردن است.[۴۰]
- کتاب پنج حلقه نوشته میاموتو موساشی، (۱۶۴۵)[۱۰۷] در این کتاب آمده‌است که راه سلحشور دو راه قلم و شمشیر است و او باید هر دو راه سررشته داشته باشد. به‌طور خلاصه استراتژی موساشی به این صورت است: غیر صادقانه فکر نکنید. راه در تمرین و ممارست است. با هر هنری آشنا شوید. راه و رسم مشاغل را بشناسید. در مسائل دنیایی سود و زیان را تشخیص دهید. برای همه چیز قضاوت و درک شهودی ایجاد کنید. چیزهایی که دیده نمی‌شوند را درک کنید. حتی به ریزه‌کاری‌ها نیز توجه کنید. کاری که فایده‌ای نداشته باشد را انجام ندهید.[۱۰۸]
- بوکه‌جیکی نوشته یاماگا سوکو، (۱۶۷۳)، هنگامی که سوکو به قلمروی آکو تبعید شده بود، نوشتن آن آغاز شده‌است. این نوشته در مجموع ۵۸ طومار است.[۱۰۹]
- هاگاکوره نوشته یاماموتو تسونه‌تومو (۱۷۱۶)[۱۱۰] یکی از مشهورترین آثار در مورد بوشیدو است. در این کتاب یک سامورایی، گفتگوهایی که با تسونه‌تومو در طی سال‌های ۱۷۰۹ تا ۱۷۱۶ میلادی داشته، گردآوری کرده‌است. این اثر، با نقل قول راه جنگجو مرگ است مشهور است، باعث ایجاد تصور غلط از بوشیدو به عنوان راه و رسم مرگ می‌شود. با این حال، این عبارت به عنوان اجبار به مرگ در نظر گرفته نشده‌است. در عوض، این عبارت آموزش می‌دهد که، از طریق آگاهی ثابت از مرگ، می‌توان به وضعیت آزادی دست یافت که فراتر از زندگی و مرگ است. در این کتاب همچنین آمده‌است که بالاترین وفاداری برای یک ملازم این است که ارباب خود برای اداره ملت نصیحت کند. این آموزه اساساً بیان می‌کند که بالاترین شکل ایثار به عنوان یک سامورایی ایجاب می‌کند که اگر حاکم در مسیر اشتباهی پیش می‌رود، سامورایی باید تمام تلاش خود را برای نشان دادن راه درست به او انجام دهد و به این ترتیب قلمرو به‌طور قانونی اداره می‌شود. همچنین او بر بوشیدو به عنوان نوعی تزکیه شخصی و انضباط شخصی تأکید دارد. هاگاکوره پس از گذشت دو سده عمدتاً فراموش شد، اما سپس به عنوان راهنمای قطعی سامورایی‌ها در طول جنگ اقیانوس آرام مورد توجه قرار گرفت.[۴۰]
- کتاب انگلیسی‌زبان نیتوبه اینازو (۱۹۰۰)، بوشیدو، روح ژاپن برای غرب شاید شناخته‌شده‌ترین کتاب در مورد بوشیدو باشد. کتاب او که پس از پیروزی ژاپن در جنگ روسیه و ژاپن (۵–۱۹۰۴) بسیار خوانده شد، نقش مهمی در شکل‌گیری مفاهیم ژاپنی بوشیدو در غرب دارد. این کتاب همچنین به ایجاد علاقه به بوشیدو در میان نویسندگان و محققان غربی کمک کرد که منجر به تولید تعدادی از مقالات و متن‌های مرتبط با بوشیدو به زبان انگلیسی شد.[۱۱۱]